# Turismo na Índia

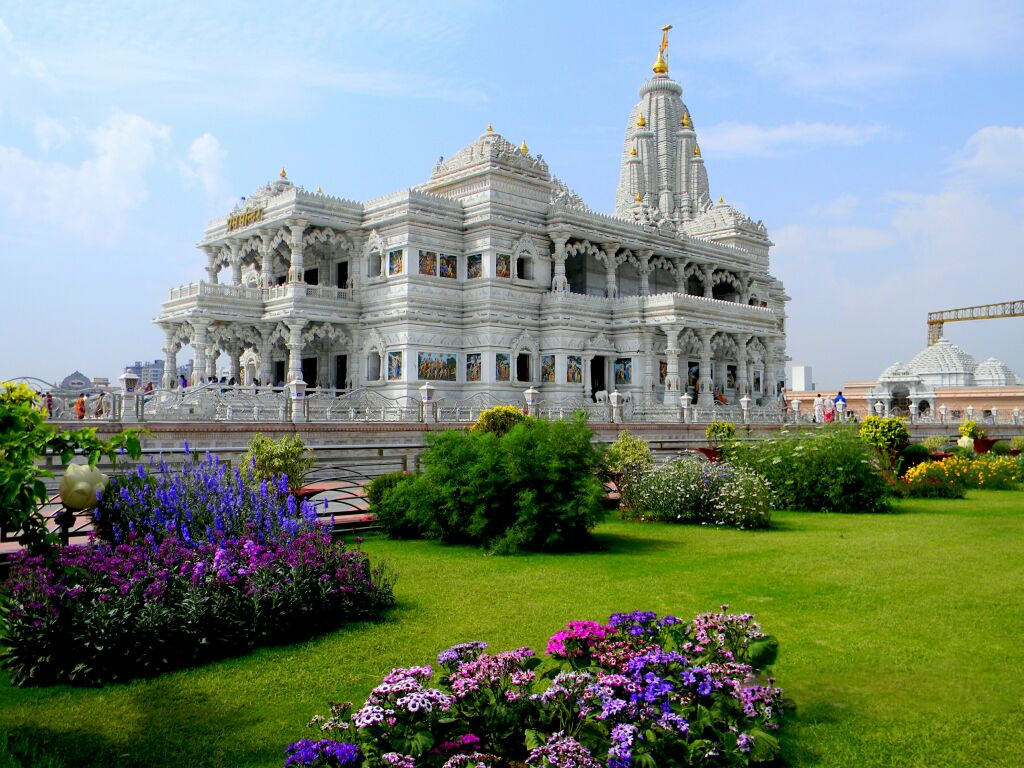
Vista lateral do Prem Mandir em Vrindavan.

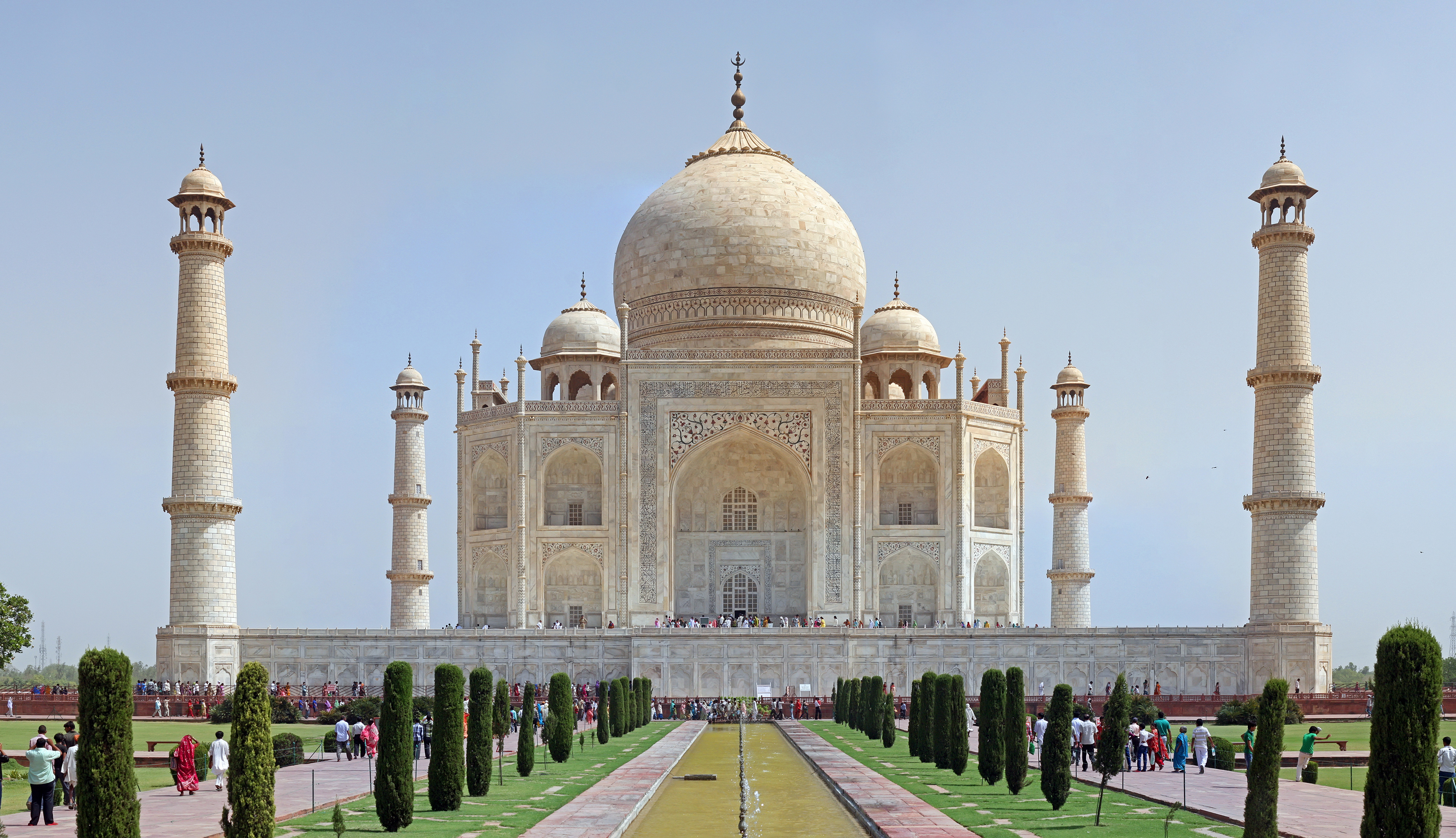
O Taj Mahal em Agra, uma das sete maravilhas do mundo moderno, é um destino turístico popular e Património Mundial da UNESCO.

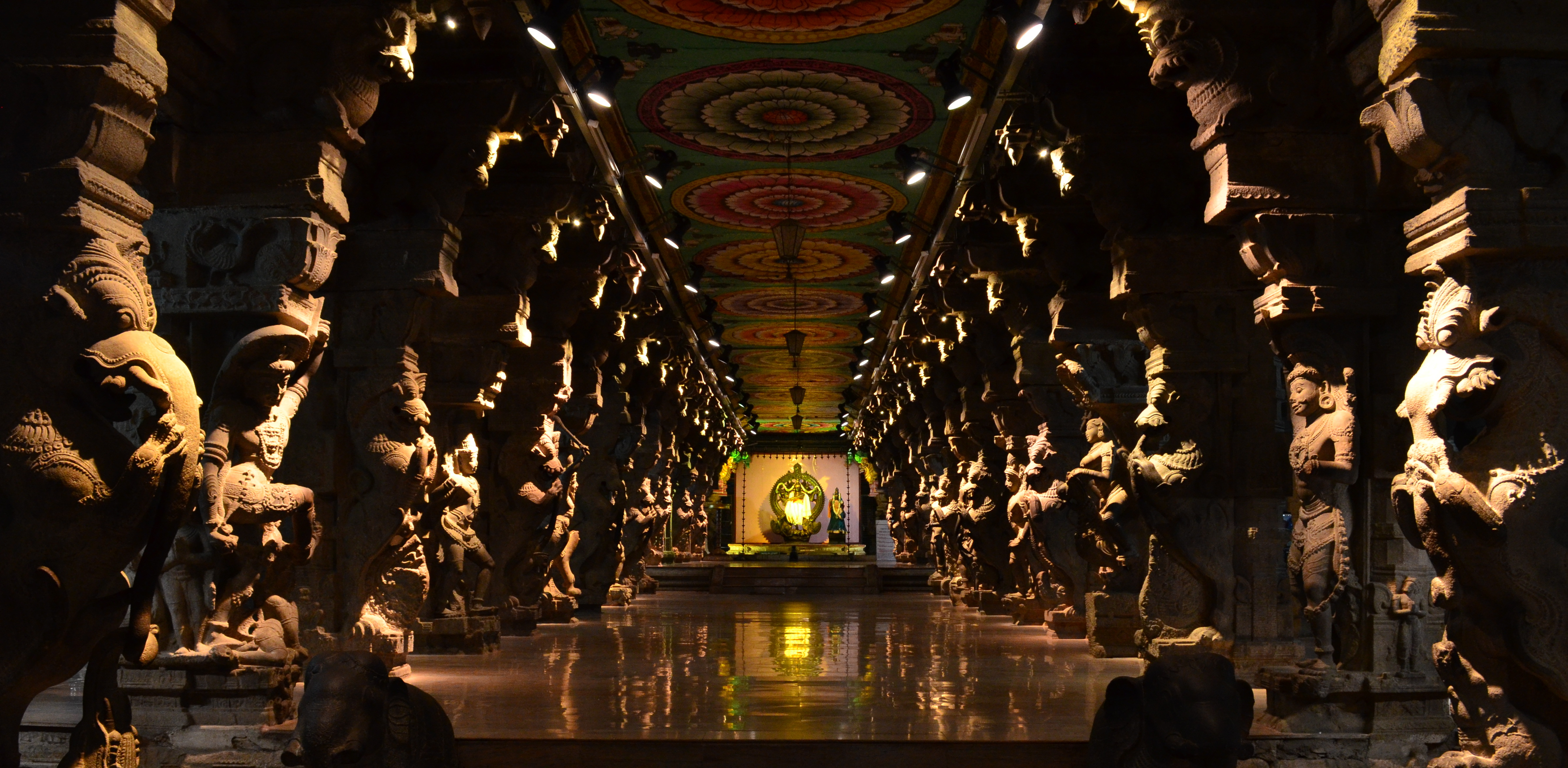
O Salão dos Mil Pilares do Templo de Meenakshi Amman em Madurai.

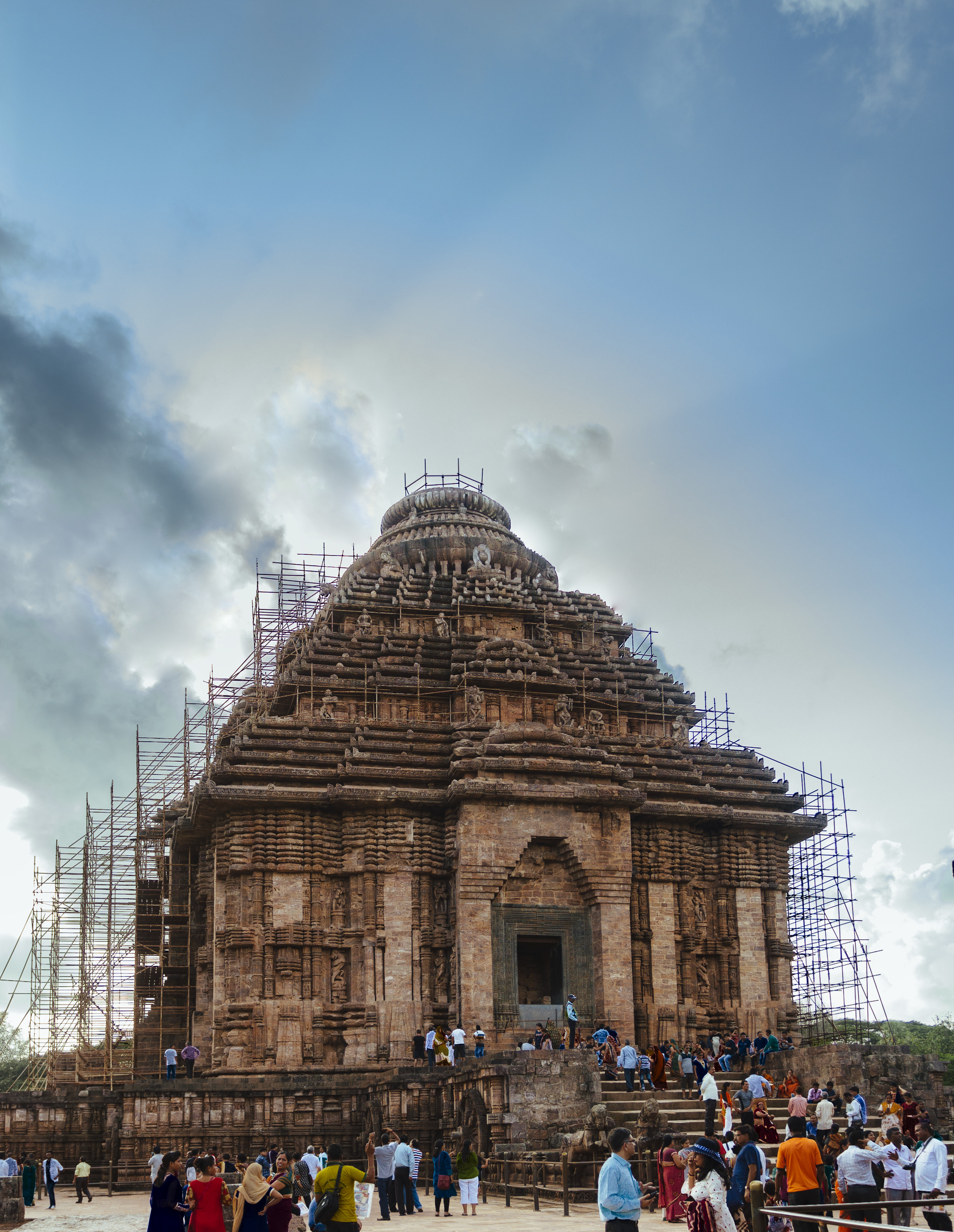
O Templo do Sol em Orissa, é um Património Mundial da UNESCO.

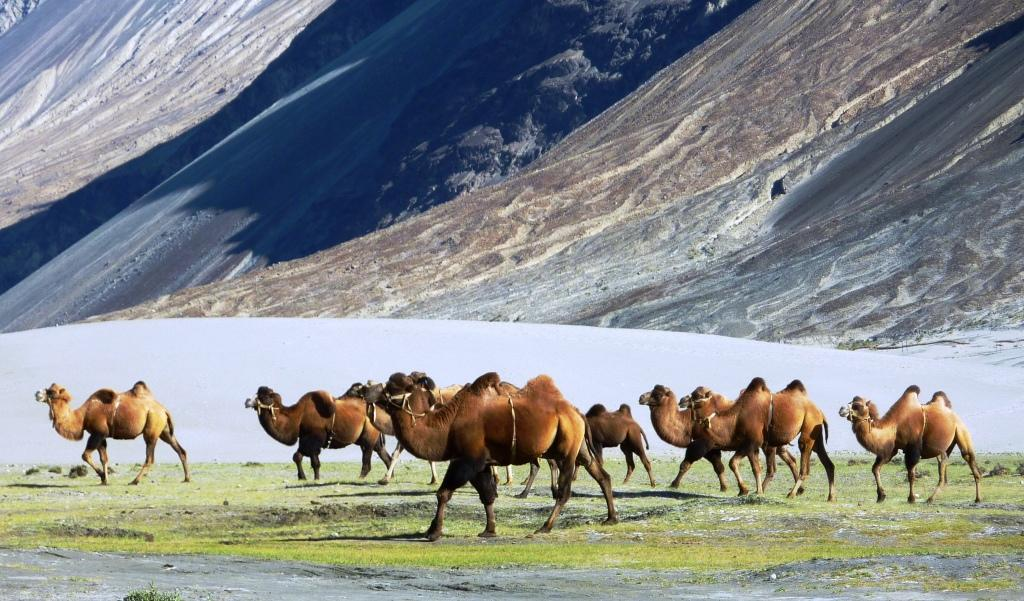
Camelos-bactrianos no Vale de Nubra em Ladaque.

O turismo na Índia é importante para a economia do país e está a crescer rapidamente. O Conselho Mundial de Viagens e Turismo calculou que o turismo gerou US$ 240 biliões, ou 9,2% do PIB da Índia em 2018 e apoiou 42 673 milhões de empregos, 8,1% do seu emprego total. Prevê-se que o sector cresça a uma taxa anual de 6,9% para US$ 450 biliões até 2028 (9,9% do PIB). Em outubro de 2015, o sector de turismo médico da Índia estava estimado em US$ 3 biliões, prevendo-se que cresça de 7 a 8 biliões de dólares em 2020. Em 2014, 184 298 doentes estrangeiros viajaram para a Índia a procura de tratamento médico.
Mais de 10,04 milhões de turistas estrangeiros chegaram à Índia em 2017, contra 8,89 milhões em 2016, o que representa um crescimento de 15,6%. As visitas turísticas nacionais a todos os estados e territórios da união totalizaram 1 036,35 milhões em 2012, um aumento de 16,5% face a 2011. Em 2014, Tâmil Nadu, Maarastra e Utar Pradexe foram os estados mais populares para os turistas. Já Deli, Mumbai, Chenai, Agra e Jaipur foram as cinco cidades mais visitadas da Índia por turistas estrangeiros durante o ano de 2015. Em todo o mundo, Deli está em 28º lugar pelo número de chegadas de turistas estrangeiros, enquanto Mumbai está em 30º lugar, Chenai 43º, Agra 45º, Jaipur 52º e Calcutá 90º.
O Relatório de Competitividade em Viagens e Turismo de 2019 classificou a Índia em 34º lugar entre 140 países no geral. A Índia melhorou a sua classificação em 6 lugares em relação ao relatório de 2017, e foi a maior melhoria entre os 25% mais bem classificados. O relatório classificou a competitividade dos preços do sector do turismo da Índia em 13º lugar em 140 países. Refere que a Índia dispõe de infraestruturas de transportes aéreos bastante boas (classificadas em 33º lugar), especialmente dada a fase de desenvolvimento do país, e infraestruturas portuárias e terrestres razoáveis (classificadas em 28º lugar). O país também tem uma pontuação elevada em recursos naturais (14º lugar), e recursos culturais e viagens de negócios (classificado em 8º lugar). No entanto, alguns outros aspetos da sua infraestrutura turística continuam a ser um pouco subdesenvolvidos. A nação ainda tem muitos quartos de hotel per capita em comparação internacional e um baixo número de terminais bancários. A Organização Mundial de Turismo informou que as receitas do turismo na Índia durante 2012 classificaram-se em 16º lugar no mundo e em 7º entre os países da Ásia e do Pacífico.
O Ministério do Turismo da Índia concebe políticas nacionais para o desenvolvimento e promoção do turismo. No processo, o Ministério consulta e colabora com outras partes interessadas do sector, incluindo vários ministérios/agências centrais, governos estaduais, territórios da união e representantes do sector privado. Estão a ser desenvolvidos esforços combinados para promover produtos turísticos de nicho como o rural, o de cruzeiro, o médico e o ecoturismo. Desde de 2002, o Ministério do Turismo mantém a campanha Incredible India (Índia Incrível) focada na promoção do turismo no país.

## Política de vistos

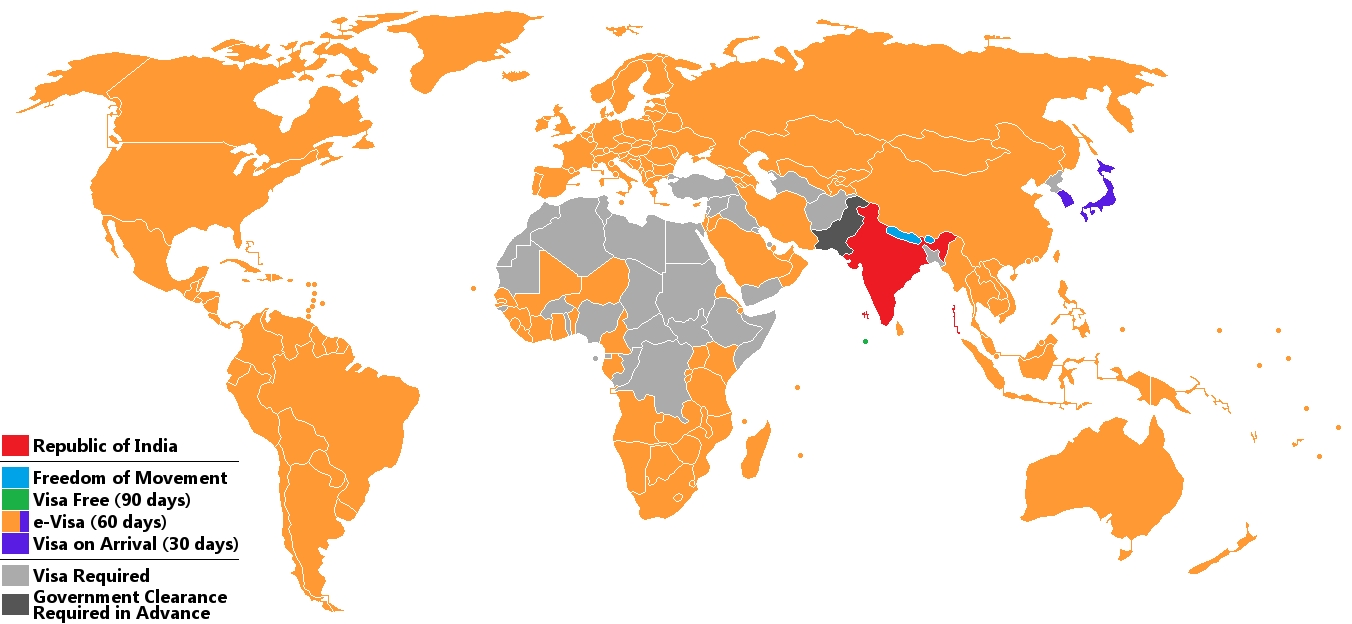
Política de vistos da Índia
Índia
Movemento livre
Isento de visto
Visto eletrónico
Visto à chegada
Visto exigido
Autorização antecipada necessária

A Índia exige que os cidadãos da maioria dos países possuam um passaporte válido e solicitem um visto de viagem na embaixada ou consulado indiano local, antes da sua visita. Os viajantes podem candidatar-se diretamente por correio ou presencialmente, ou através da sua empresa de serviços de viagem local. A Índia implementou recentemente um método online para cidadãos de 168 países solicitarem vistos eletrónicos de turismo (Visto e-Tourist).
Os nacionais do Butão, Maldivas e Nepal não necessitam de visto de viagem para entrar na Índia. Os cidadãos do Afeganistão, Argentina, Bangladesh, República da Coreia, Jamaica, Maldivas, Maurícia, Mongólia, Nepal, África do Sul e Uruguai não são obrigados a pagar uma taxa na obtenção de um visto indiano.
Uma Licença de Área Protegida (PAP) é necessária para entrar nos estados de Nagalândia e Siquim e em algumas partes dos estados de Arunachal Pradexe, Himachal Pradexe, Jamu e Caxemira, Manipur, Mizorão, Rajastão e Utaracanda. É necessária uma Autorização de Área Restrita (RAP) para entrar nas ilhas Andamão e Nicobar e em partes de Siquim. São necessárias autorizações especiais para visitar as ilhas Laquedivas.

### Visto e-Tourist
Como medida para impulsionar o turismo, o Governo da Índia implementou uma nova política de vistos em novembro de 2014, permitindo que turistas e visitantes de negócios obtenham um "visto à chegada" em 28 aeroportos internacionais, através da aquisição de uma Autorização de Viagem Eletrónica (ETA) online antes da chegada, sem terem de visitar um consulado indiano ou centro de vistos. Em abril de 2015, o regime de "visto à chegada" foi renomeado "visto e-Tourist" (ou "e-TV") para evitar confusões.
A facilidade do visto e-Tourist requer que um turista se candidate online num site seguro do Governo da Índia, pelo menos de quatro a trinta dias antes da data da viagem. Se for aprovado, o visitante deve imprimir e transportar o visto aprovado com os seus documentos de viagem. O visto permite que os titulares de uma ETA entrem e permaneçam em qualquer lugar da Índia por um período de noventa dias, exceto para cidadãos dos Estados Unidos, Reino Unido, Japão e Canadá. Os cidadãos destes países podem ficar até 180 dias de cada vez. Uma ETA pode ser obtida duas vezes num único ano civil.
A Índia introduziu pela primeira vez a sua facilidade de "visto à chegada" em 27 de novembro de 2014, aos cidadãos dos seguintes países: Austrália, Brasil, Camboja, Ilhas Cook, Djibuti, Fiji, Finlândia, Alemanha, Indonésia, Israel, Japão, Jordânia, Quénia, Kiribati, Laos, Luxemburgo, Ilhas Marshall, Ilhas Maurícias, México, Micronésia, Myanmar, Nauru, Nova Zelândia, Niue, Noruega, Omã, Palau, Palestina, Papua-Nova Guiné, Filipinas, Rússia, Samoa, Singapura, Ilhas Salomão, Coreia do Sul, Tailândia, Tonga, Tuvalu, Emirados Árabes Unidos, Ucrânia, Estados Unidos, Vanuatu e Vietname. Em 30 de julho de 2015, a facilidade foi estendida à China, Macau e Hong Kong. Em 15 de agosto de 2015, a possibilidade foi estendida para os cidadãos de Andorra, Argentina, Arménia, Aruba, Bélgica, Bolívia, Colômbia, Cuba, Timor-Leste, Guatemala, Hungria, Irlanda, Jamaica, Malta, Malásia, Mongólia, Mónaco, Moçambique, Países Baixos, Panamá, Peru, Polónia, Portugal, Seicheles, Eslovénia, Espanha, Sri Lanka, Santa Lúcia, São Vicente e Granadinas, Suriname, Suécia, Taiwan, Tanzânia, Ilhas Turcos e Caicos, Reino Unido, Uruguai e Venezuela. As facilidades do visto à chegada deverão eventualmente ser expandidas para cerca de 180 países.
Como resultado da nova política de vistos, 56 477 turistas chegaram com um visto e-tourist em outubro de 2015, contra 2 705 chegadas de turistas em outubro de 2014 (pouco antes da introdução do novo tipo de visto), o que representa um aumento de 1987,9%. No período de janeiro a outubro de 2015, chegaram um total de 258 182 turistas com visto e-tourist, um aumento de 1 073,8% face às 21 995 chegadas de turistas no mesmo período de 2014 (antes da disponibilização do visto e-Tourist).

## Patrimónios mundiais
Existem 38 locais do Património Mundial na Índia que são reconhecidos pela Organização das Nações Unidas para a Educação, a Ciência e a Cultura (UNESCO) em agosto de 2019. Esses são locais de importância do patrimônio cultural ou natural, conforme descrito na Convenção do Patrimônio Mundial da UNESCO, estabelecida em 1972.

## Galeria

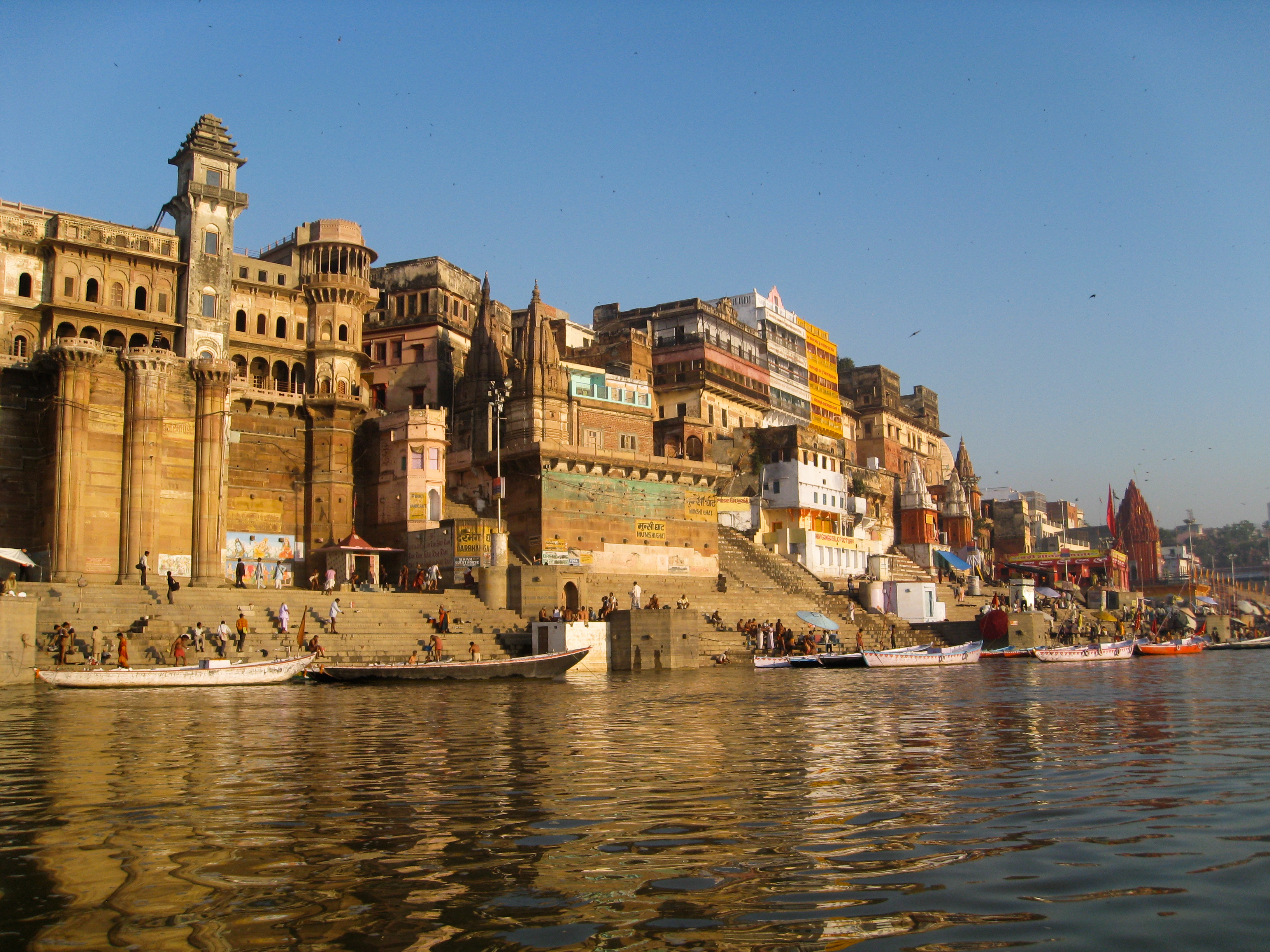
Munshi Ghat em Varanasi
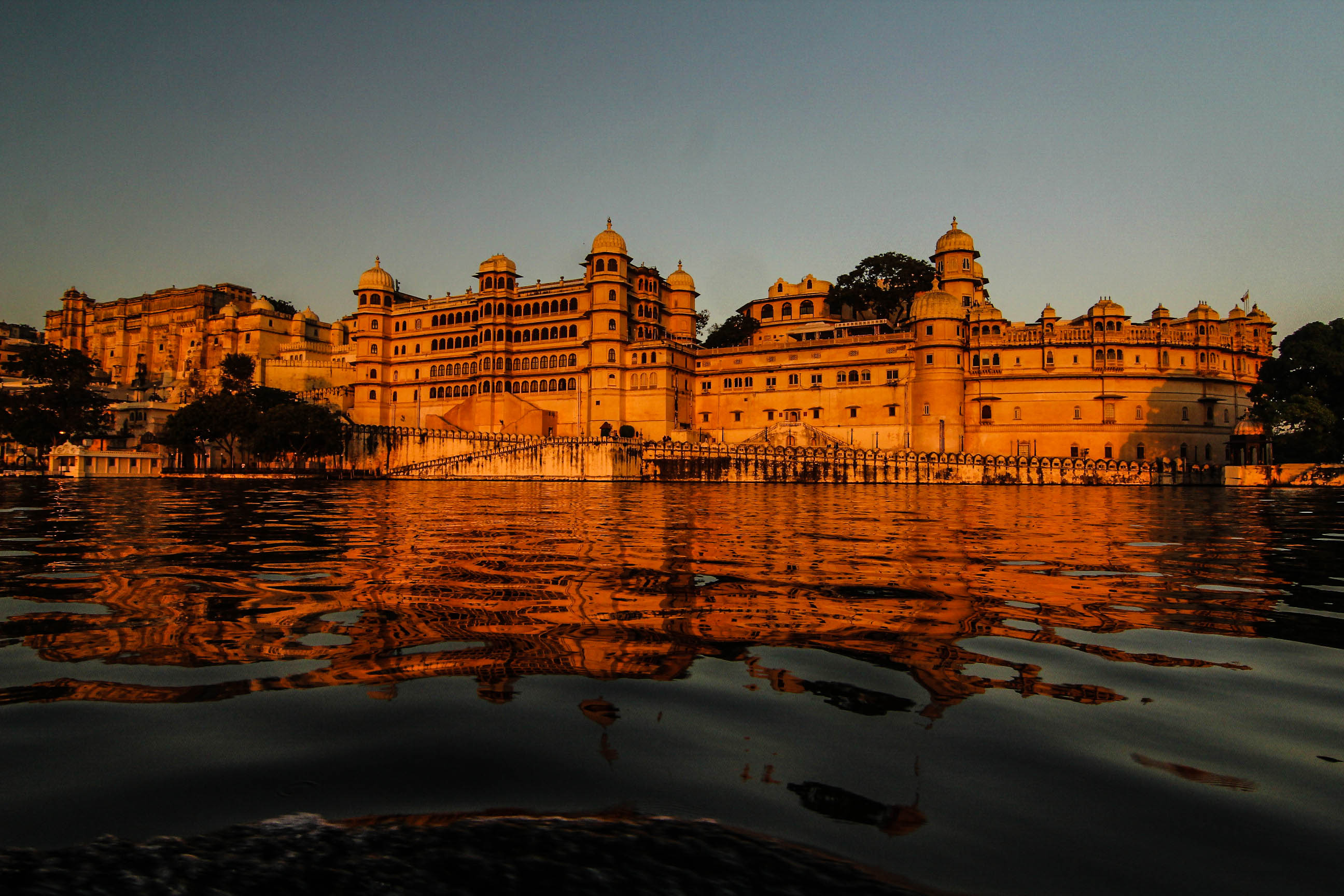
Palácio da Cidade de Udaipur
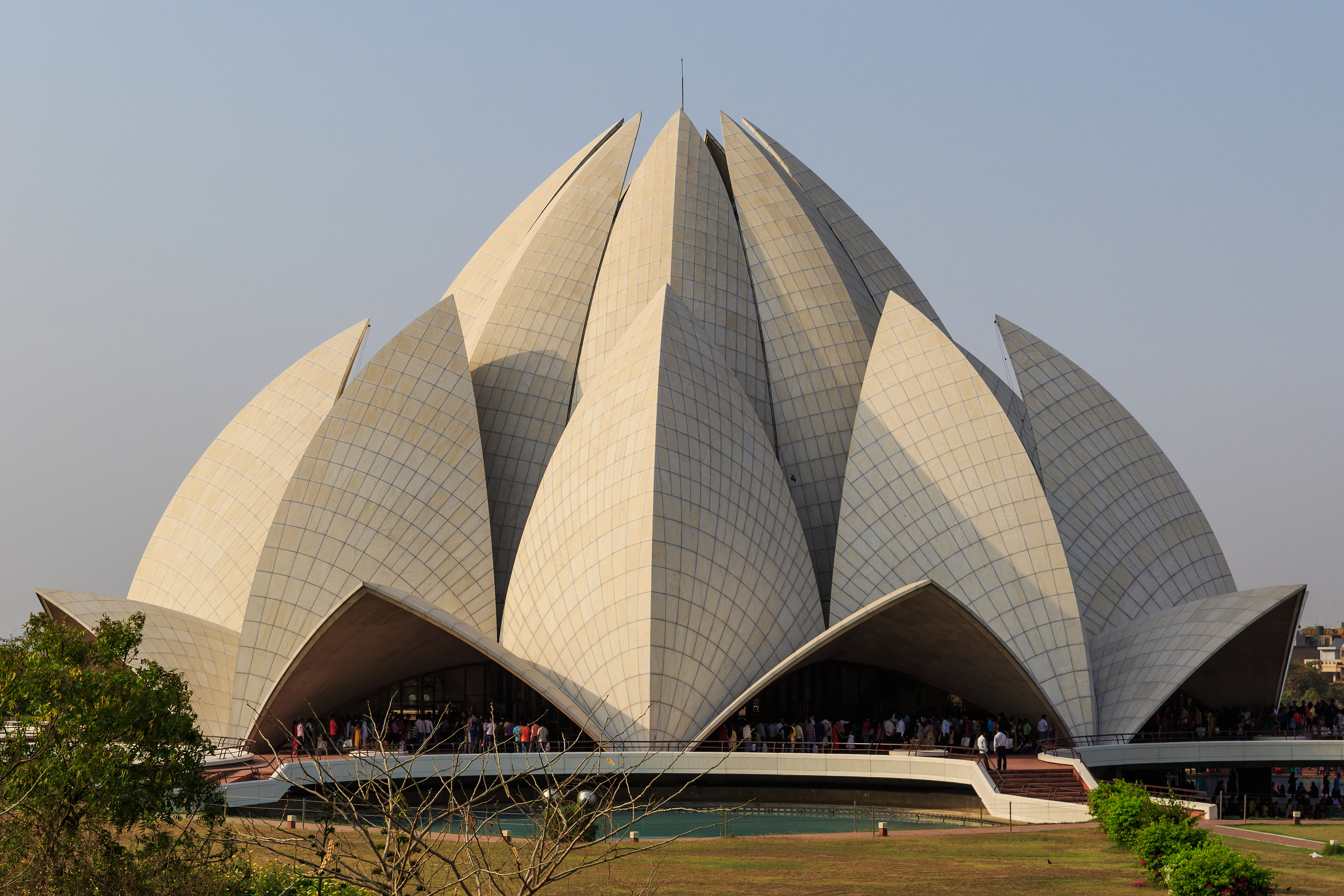
Templo de Lótus em Deli
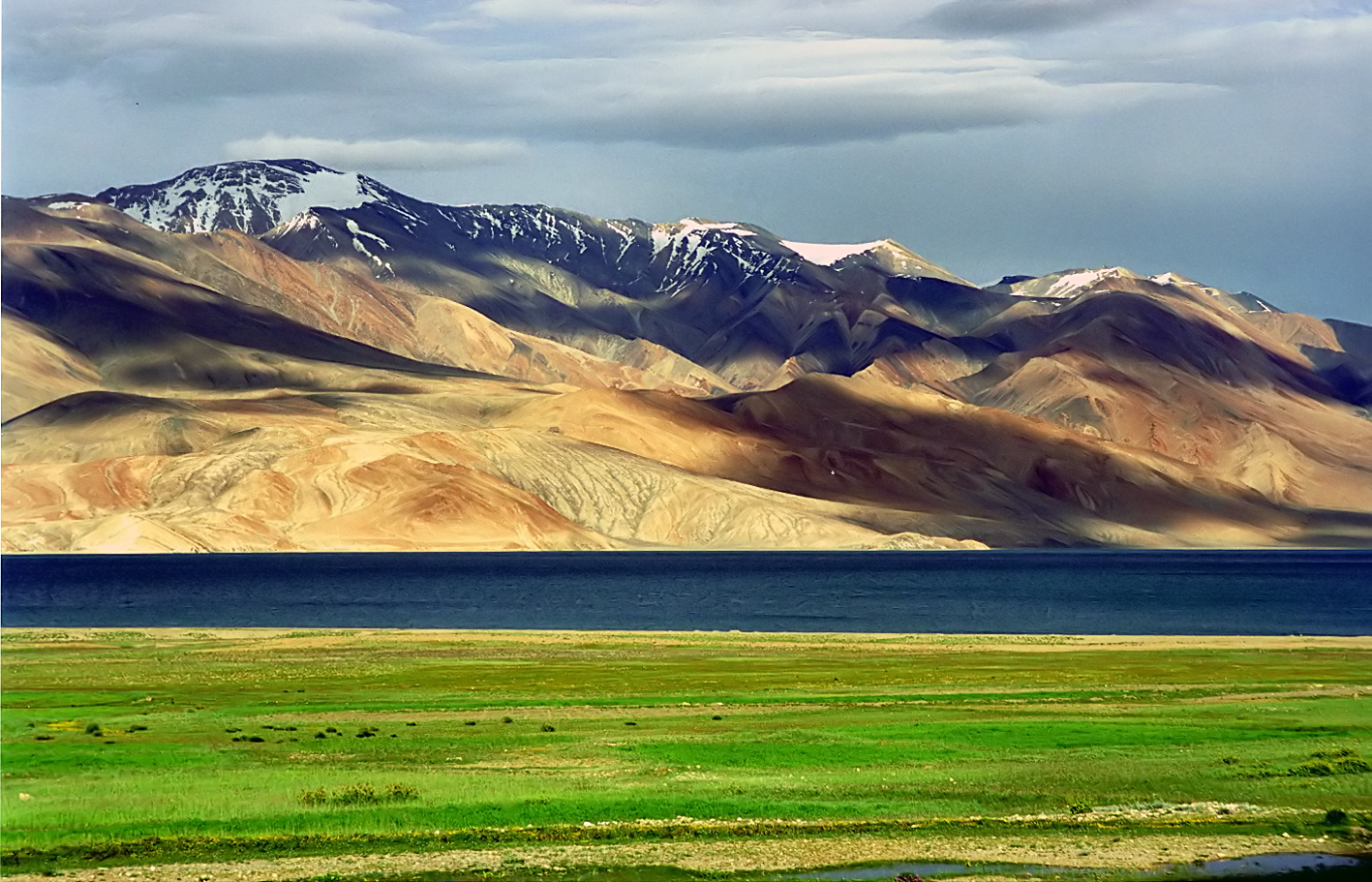
Tso Moriri em Ladaque
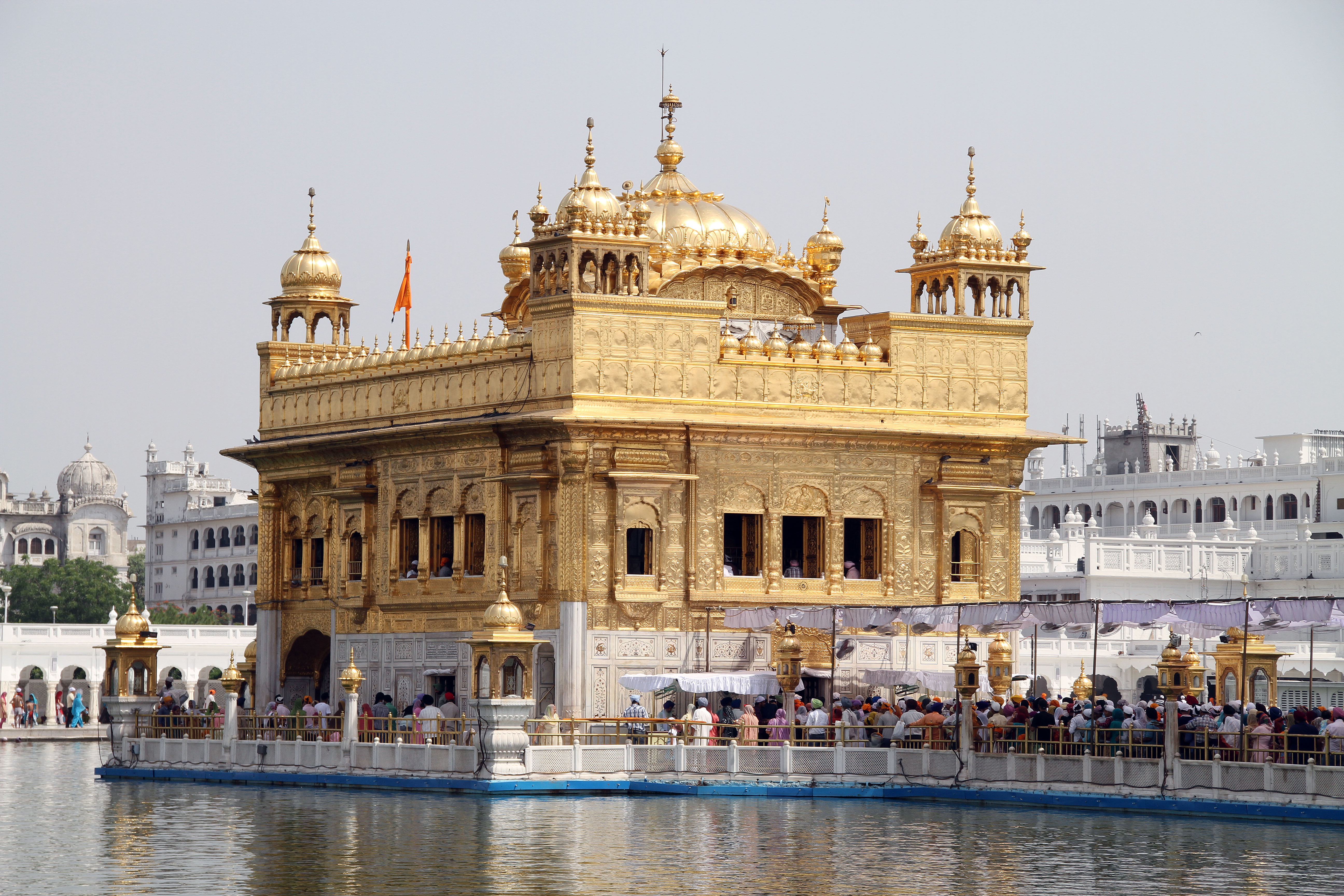
Templo Dourado em Amritsar
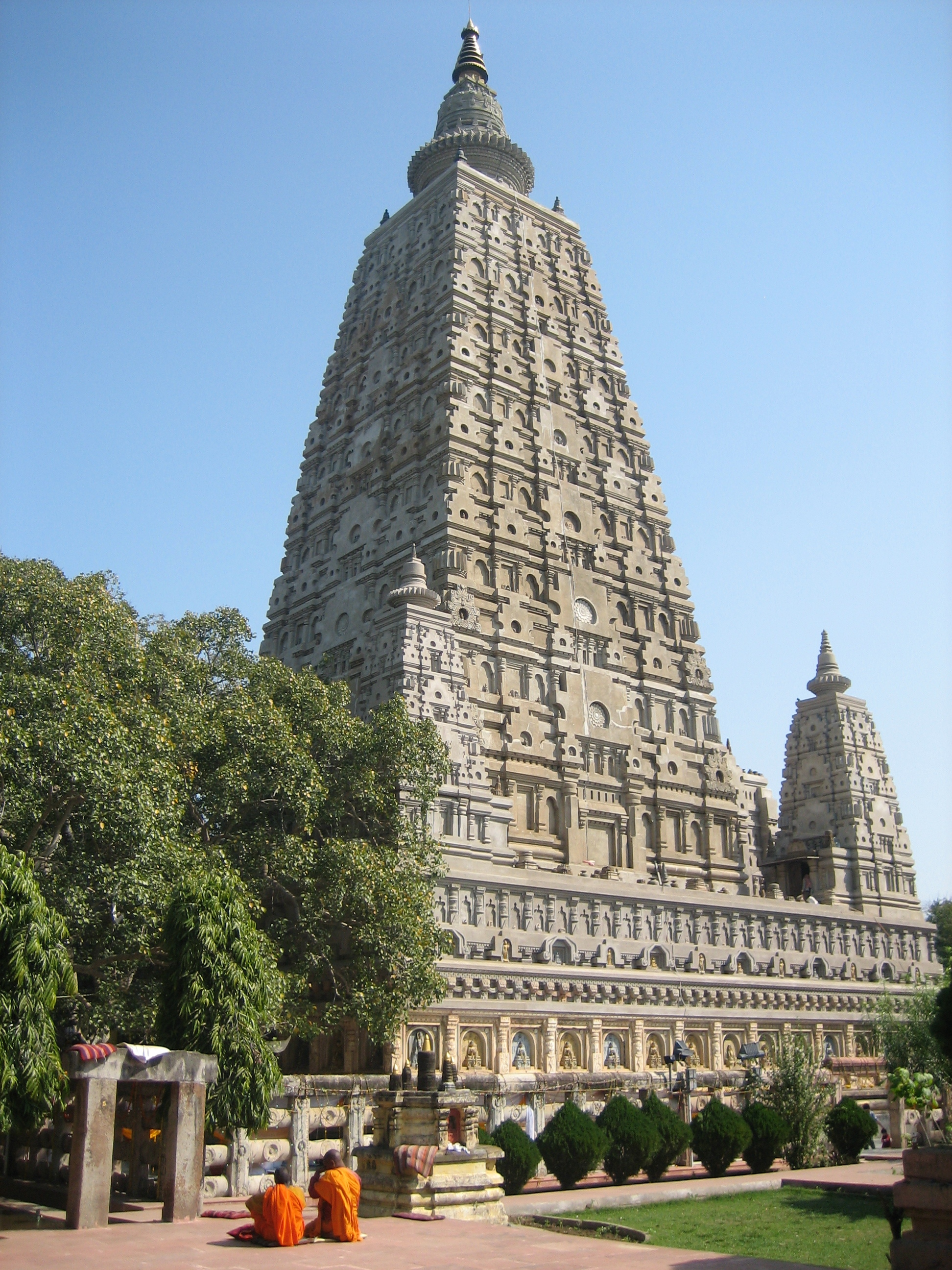
Templo Mahabodhi
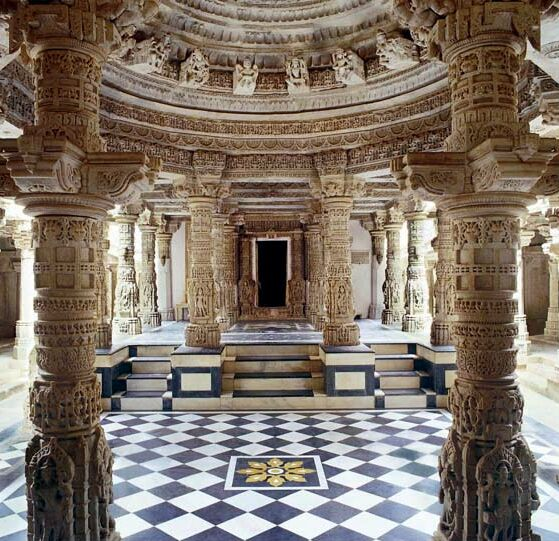
Templos Dilwara
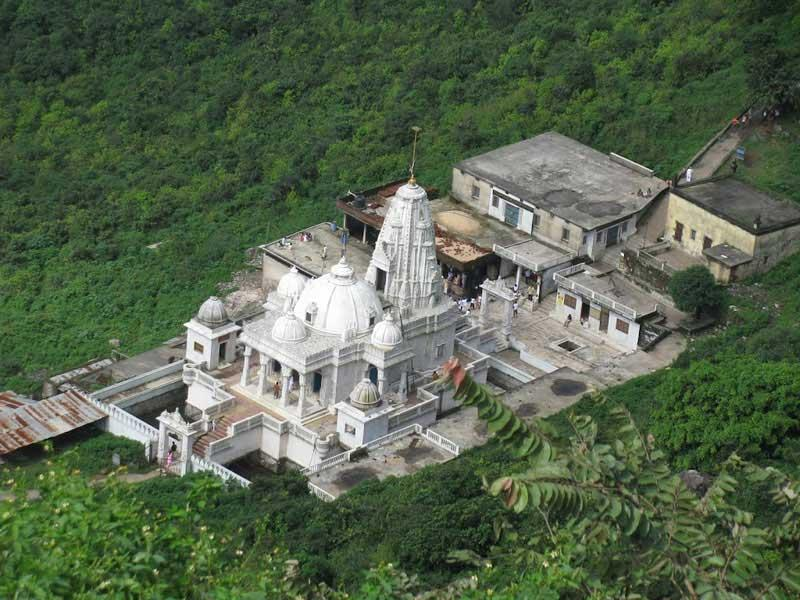
Jal Mandir em Shikharji
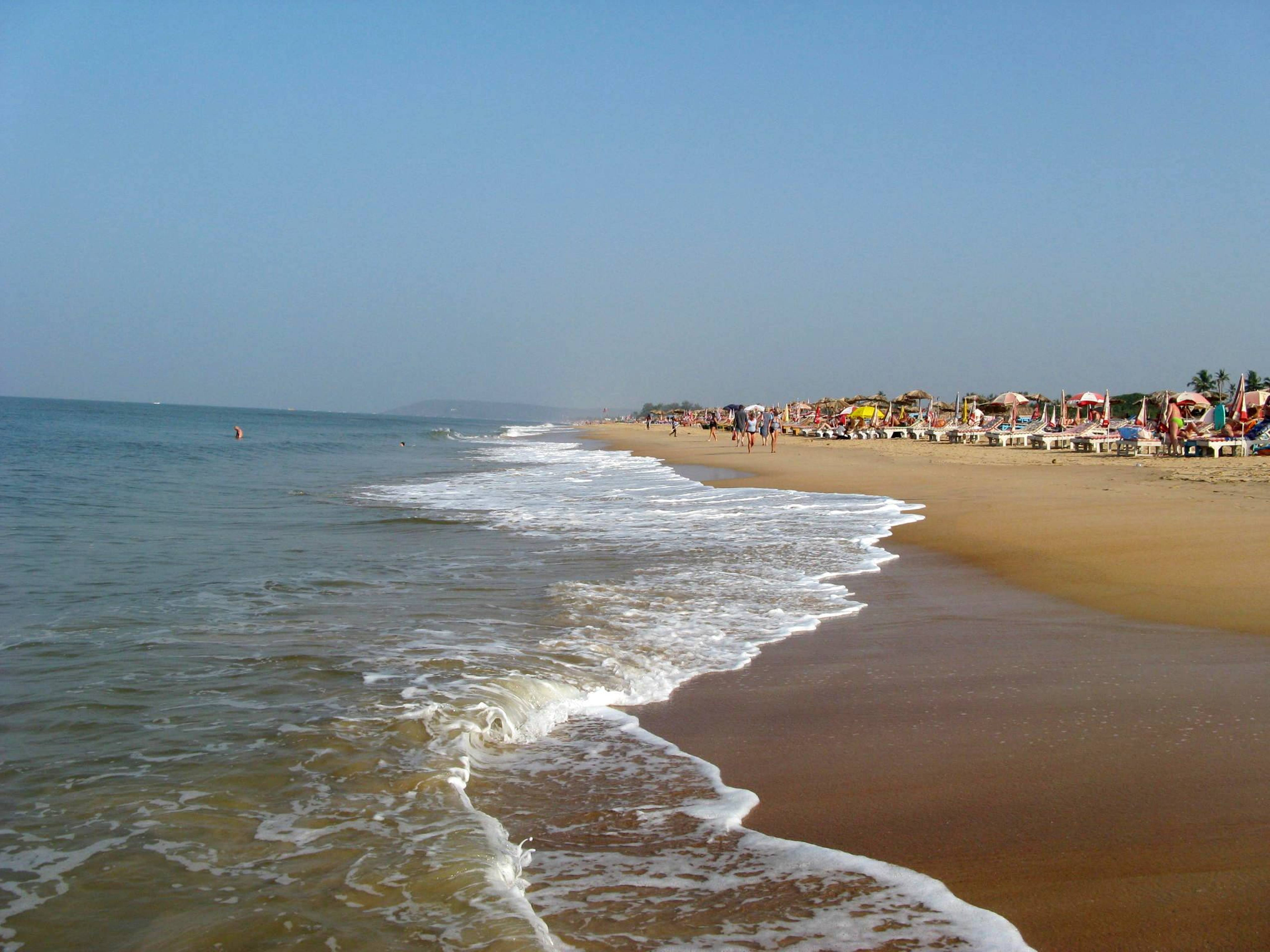
Praia de Candolim em Goa
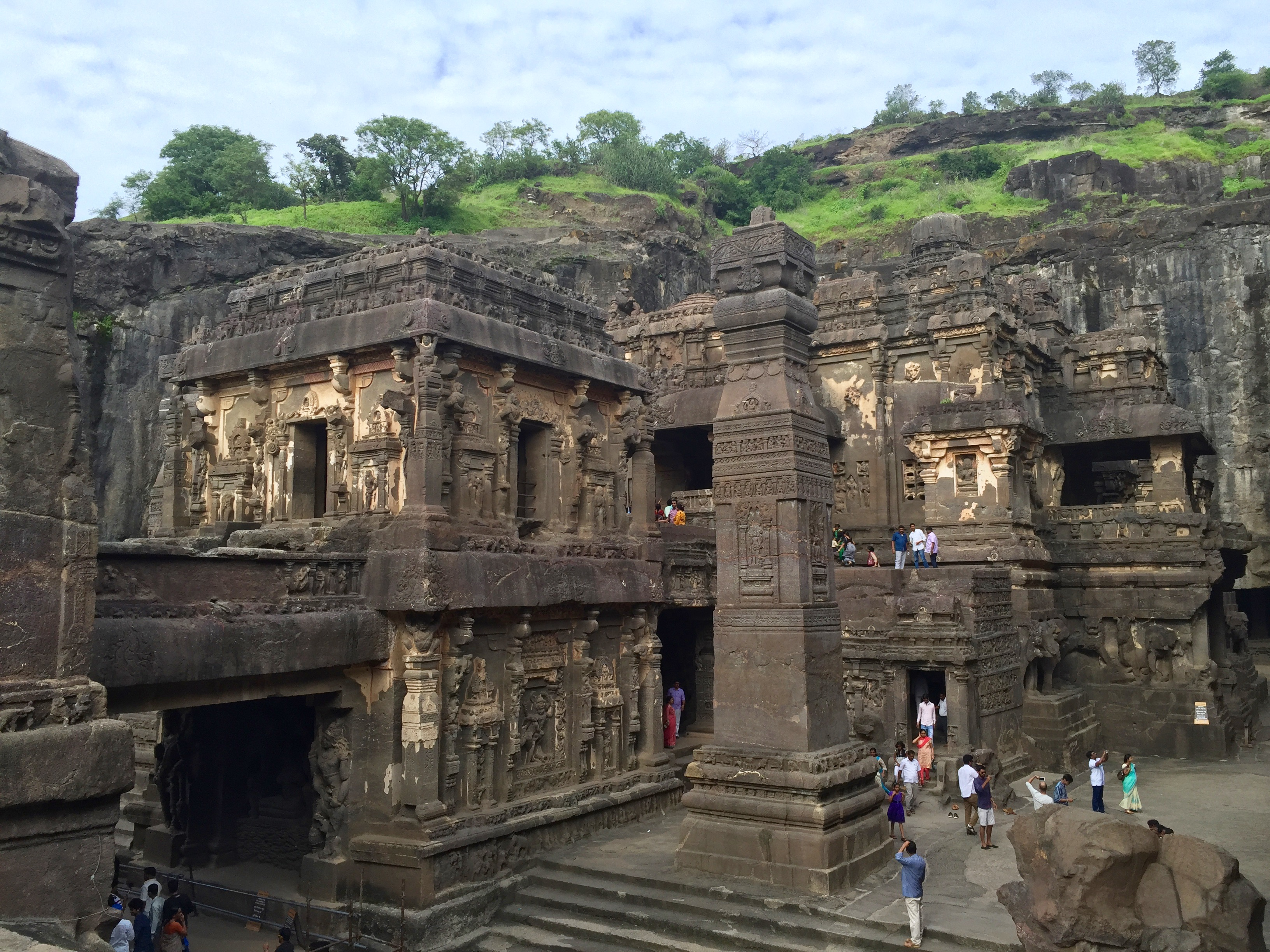
Templo Kailasa nas Grutas de Ellora
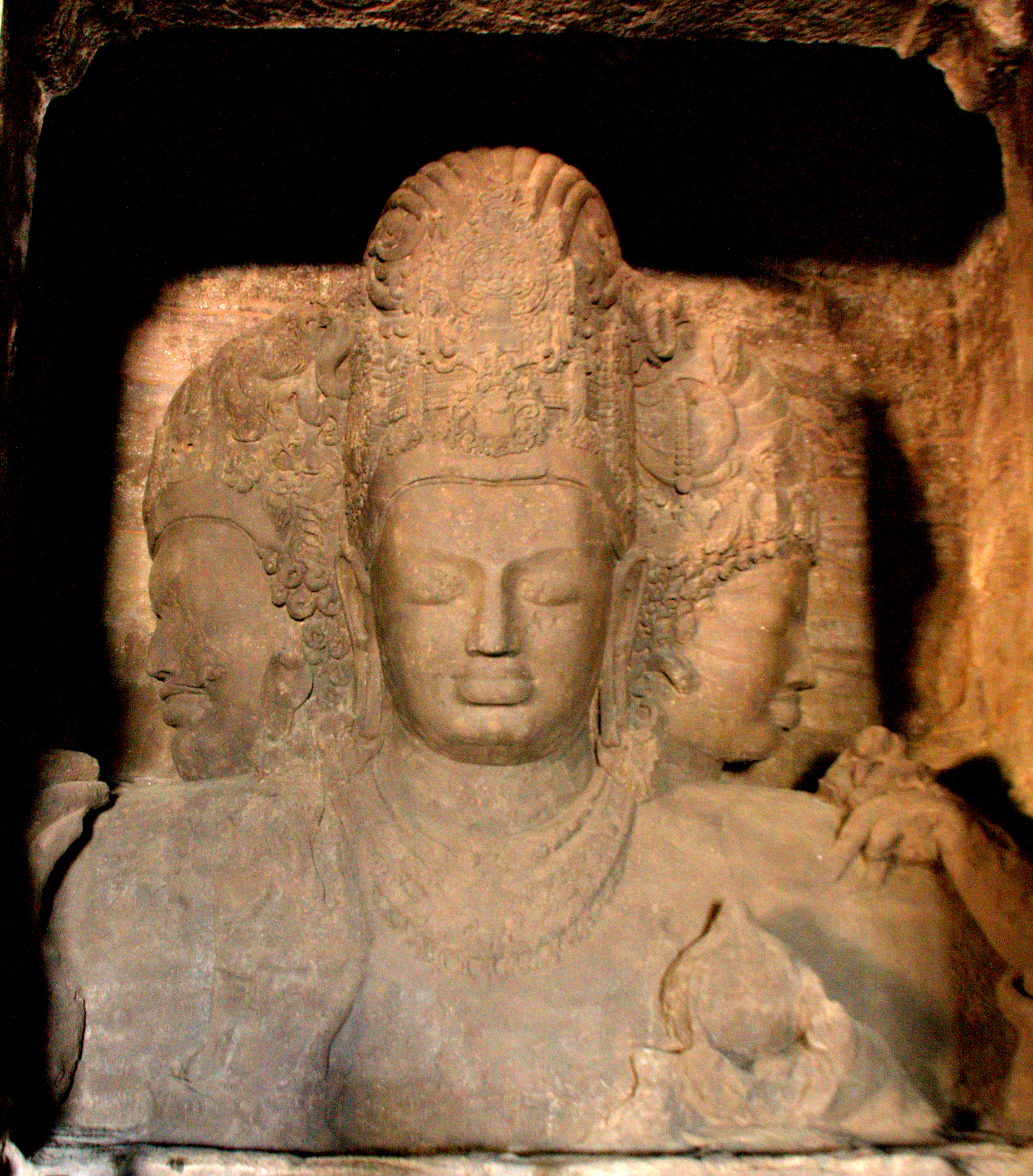
Grutas de Elefanta
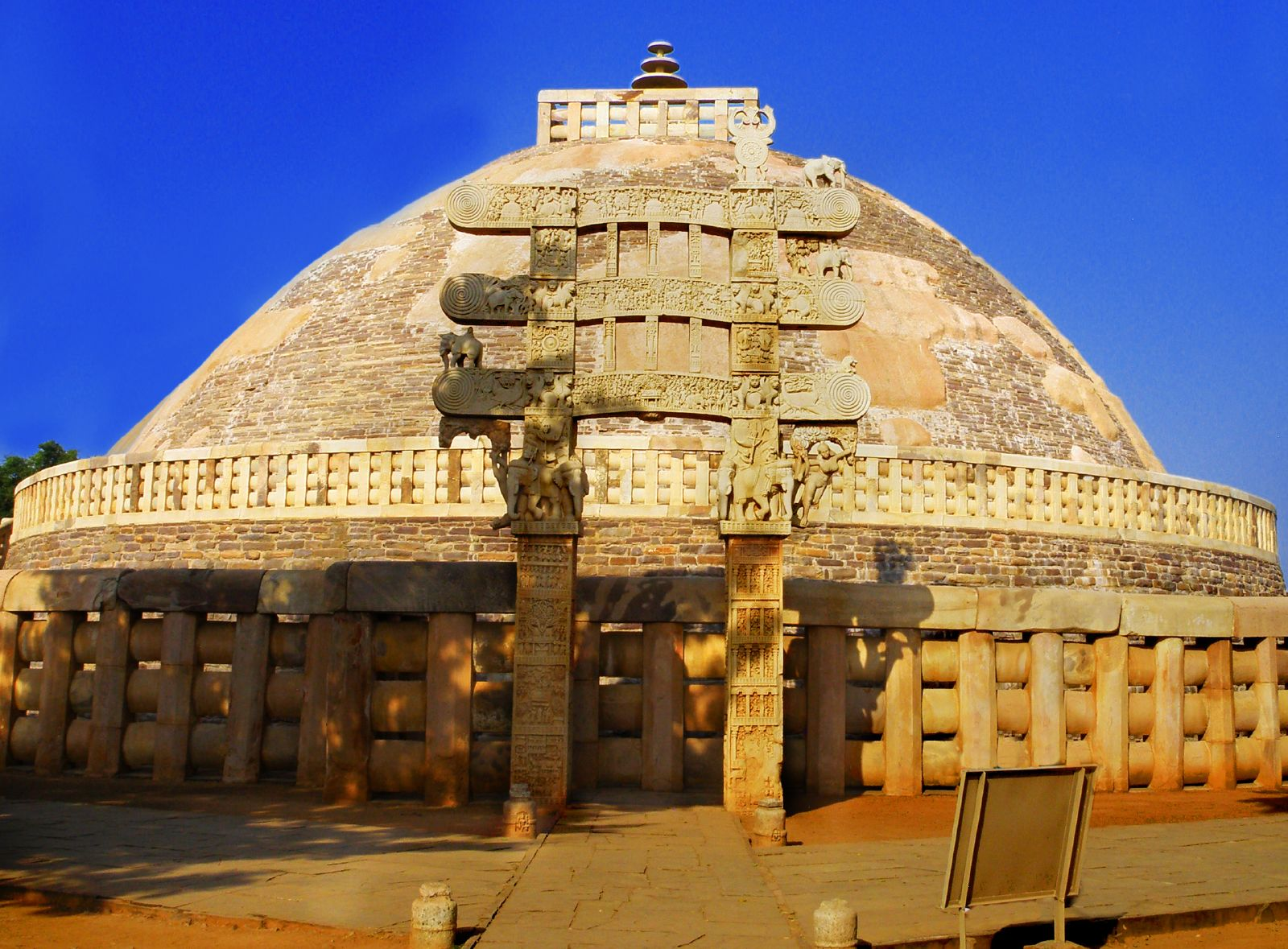
Grande Stupa em Sanchi
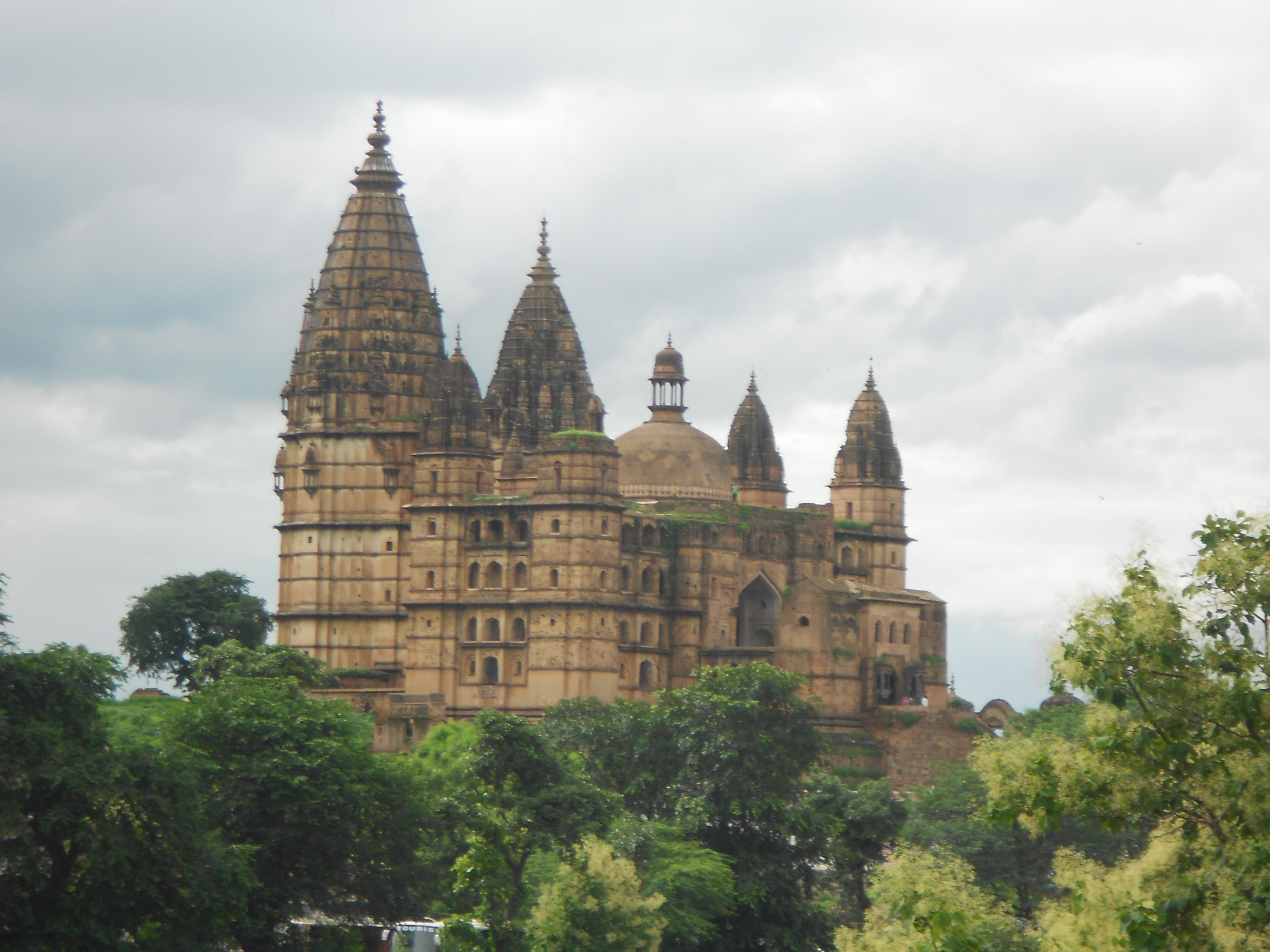
Templo Chaturbhuj em Orchha
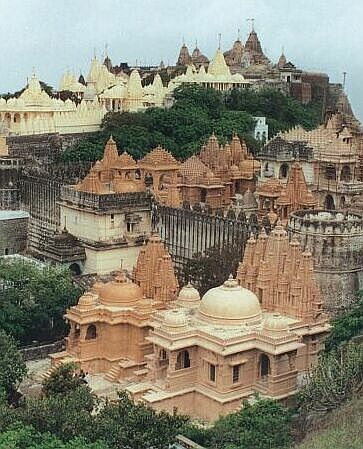
Templos palitana
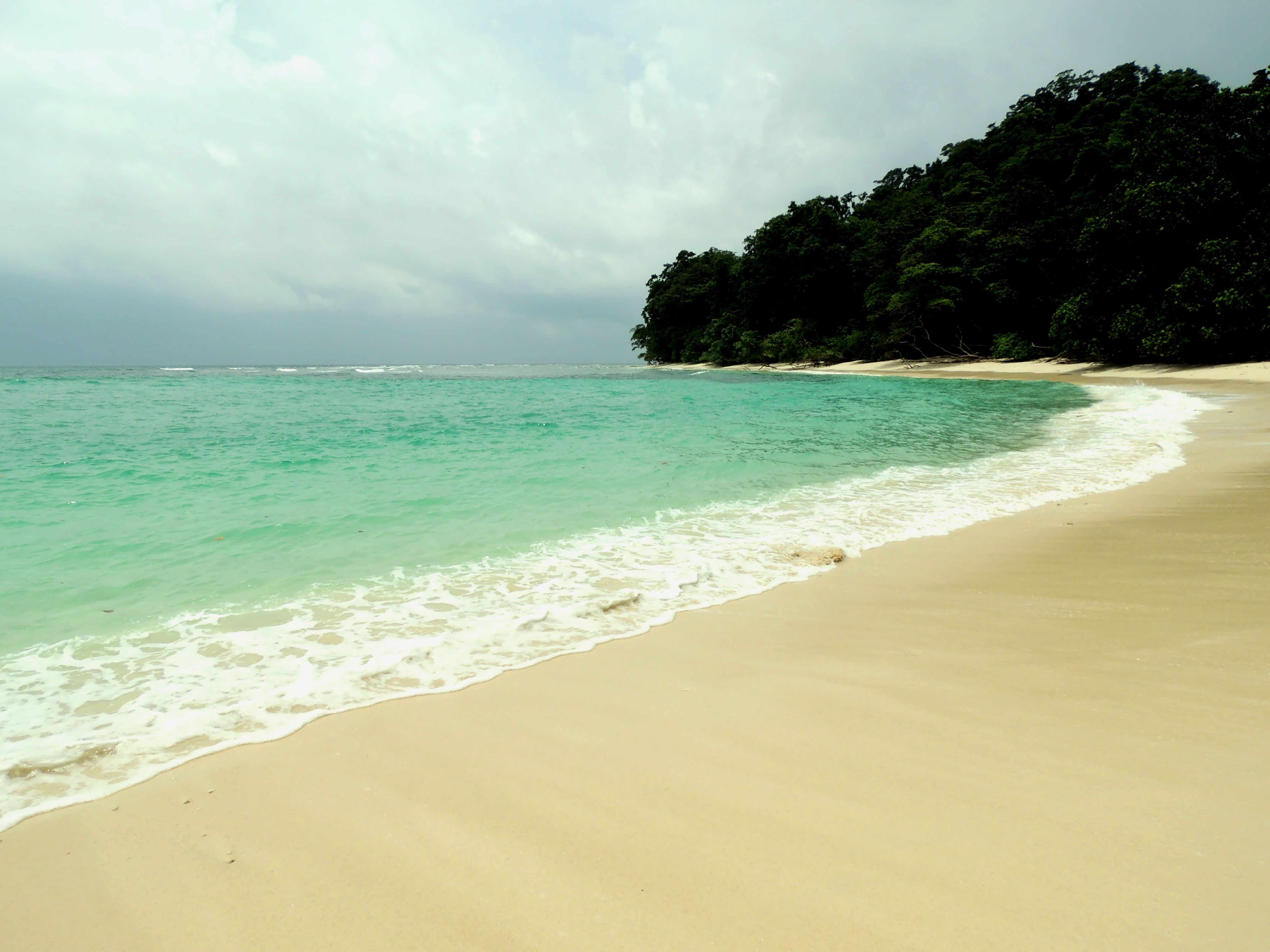
Praia Radhanagar na Ilha Havelock
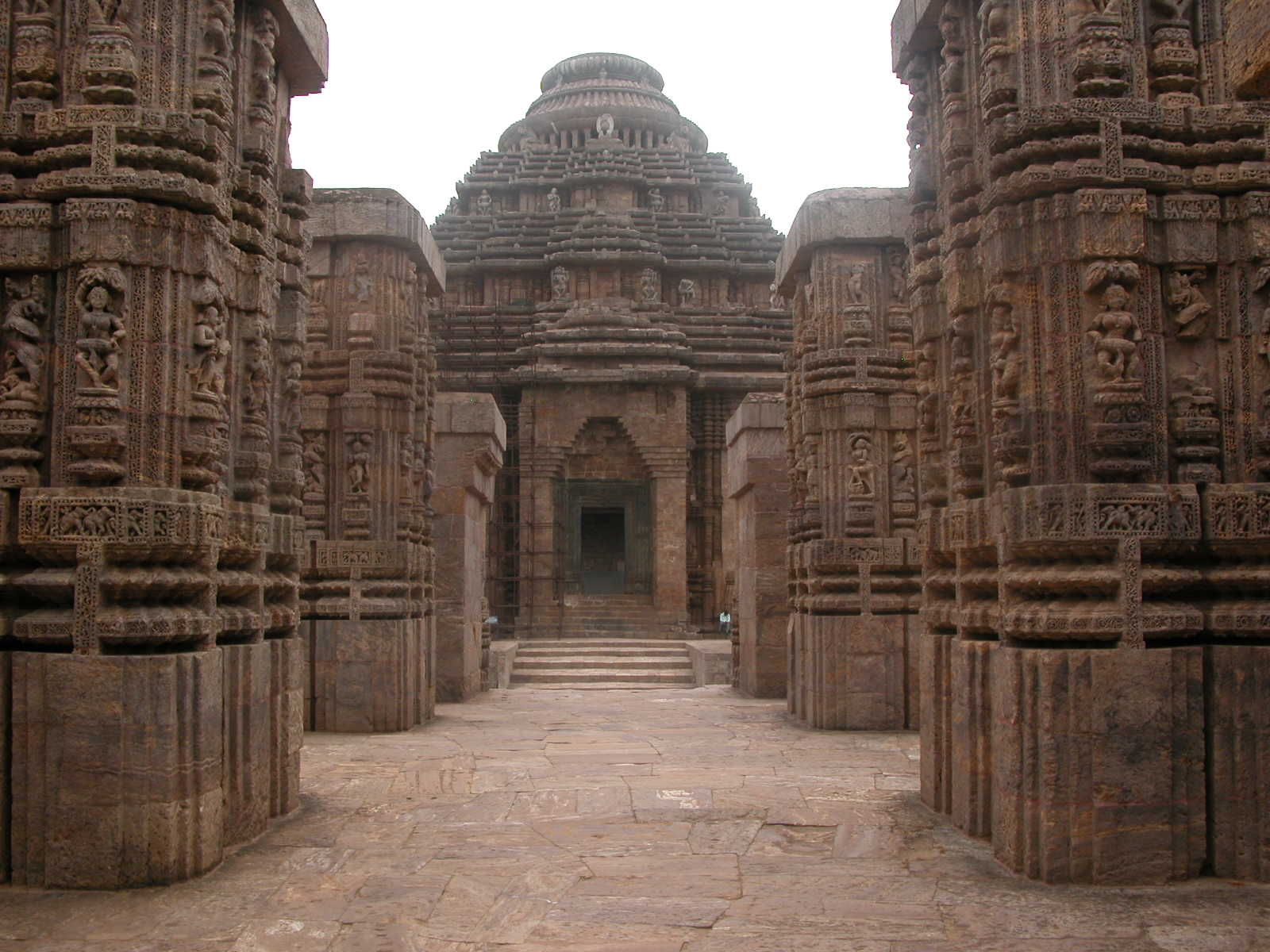
Templo do Sol em Konarak em Odisha
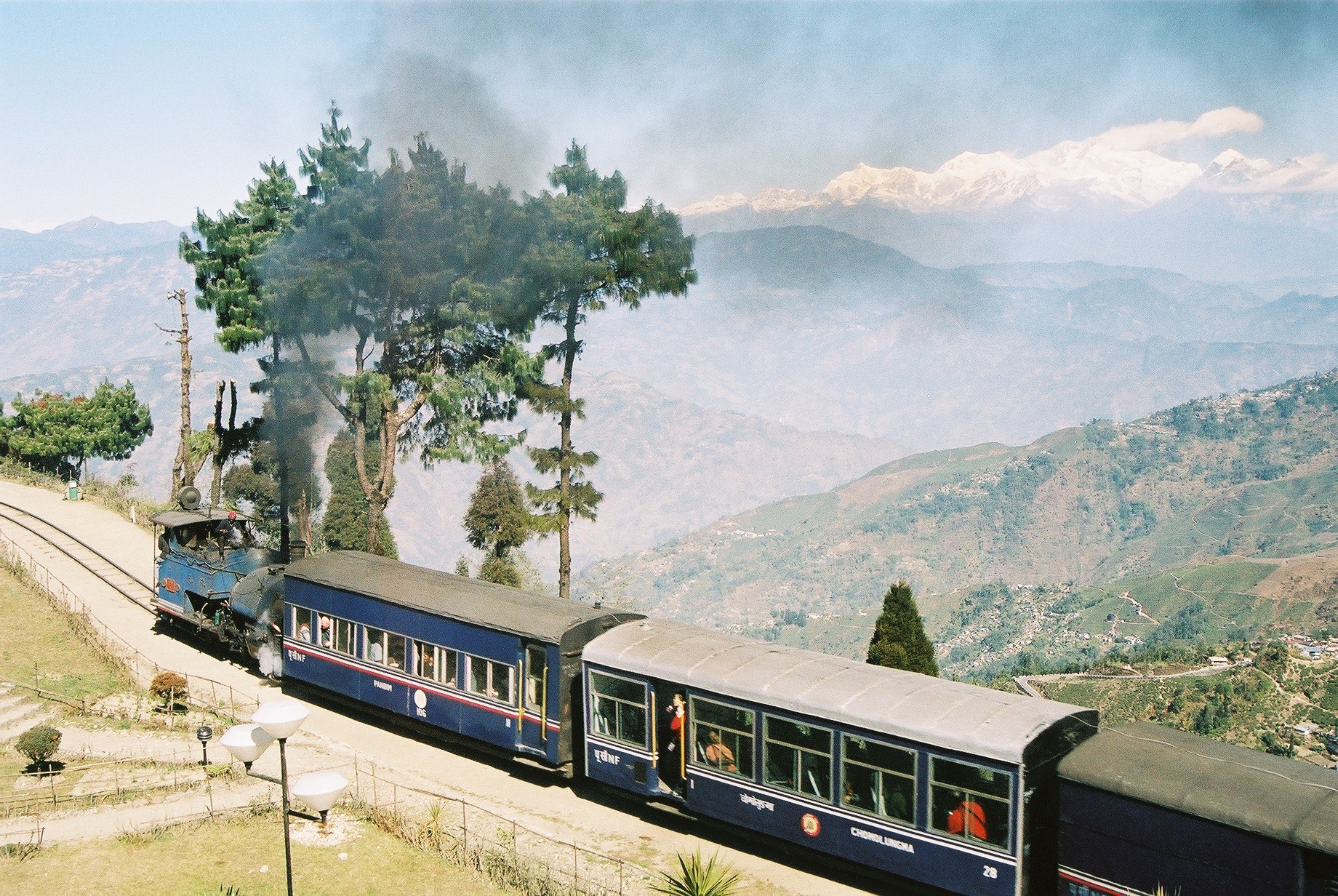
Comboio heritage em Darjeeling
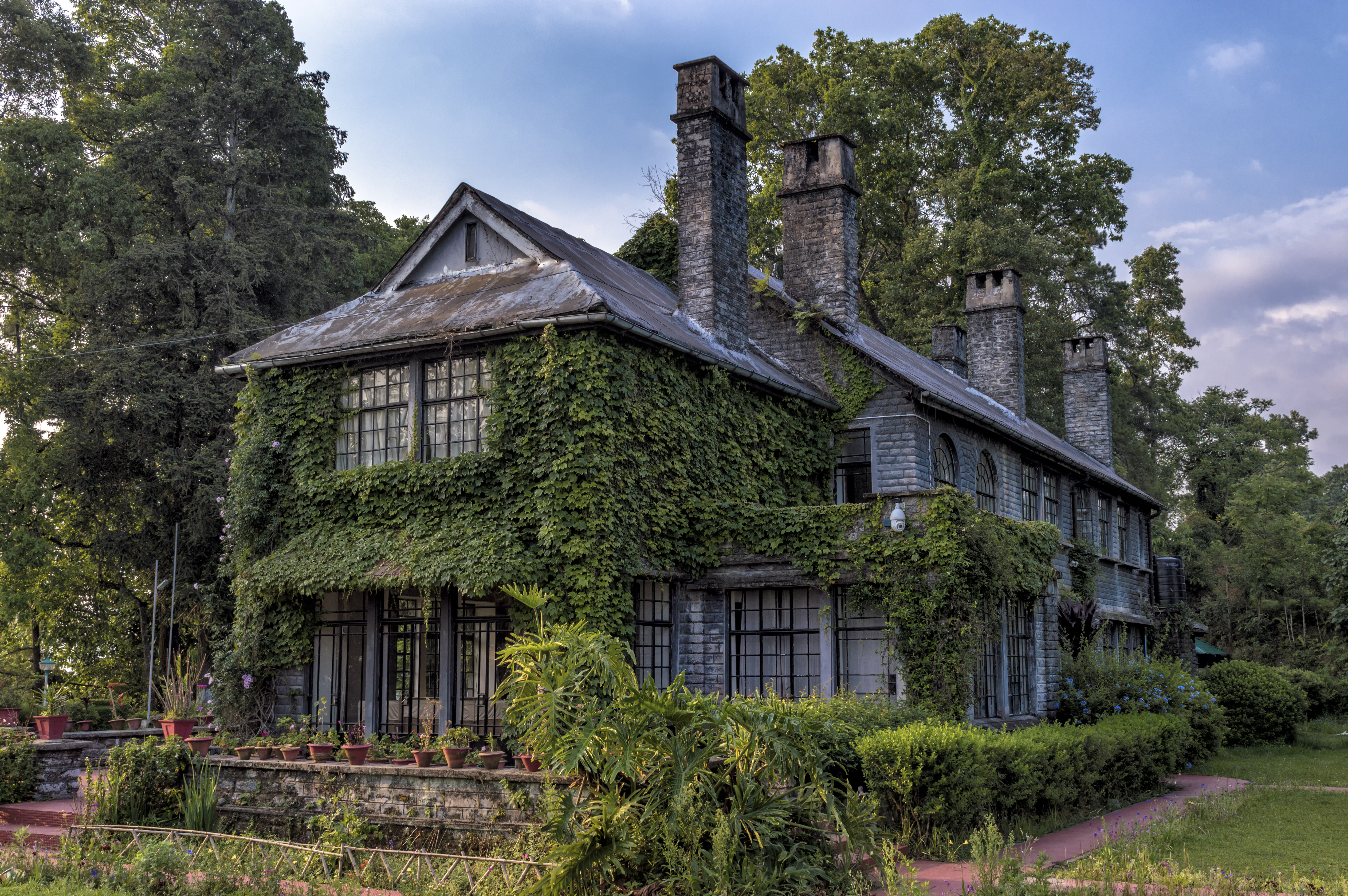
Morgan House
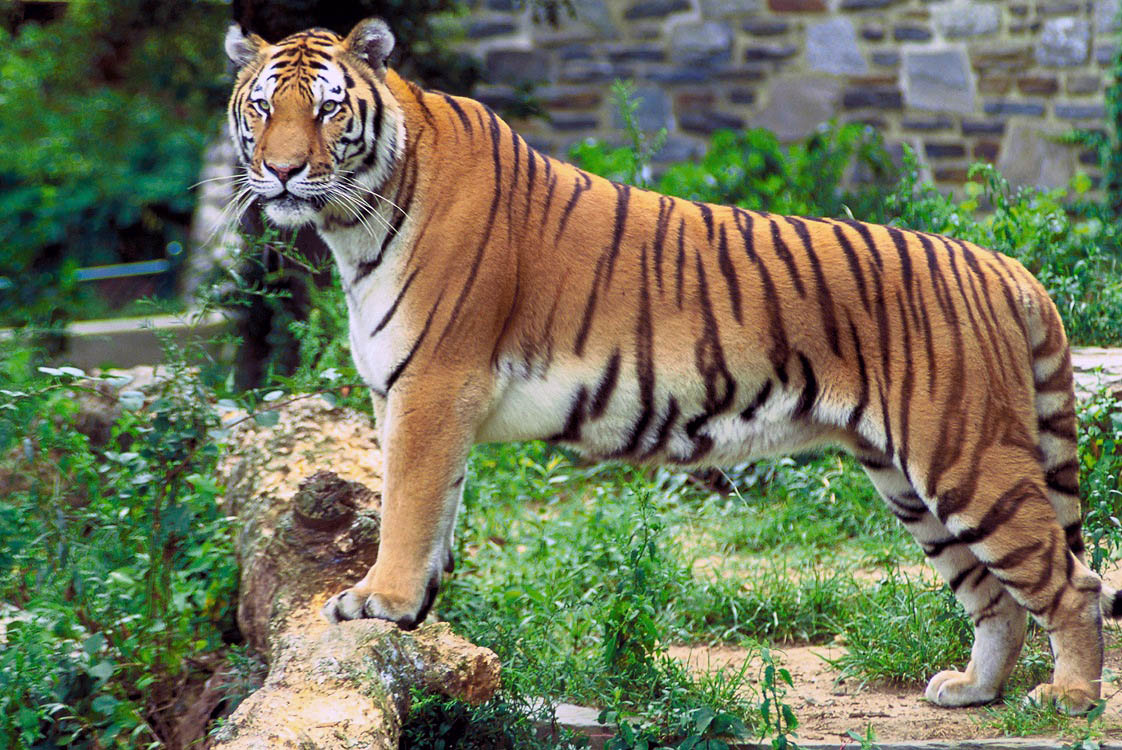
Tigre-de-bengala em Sundarbans
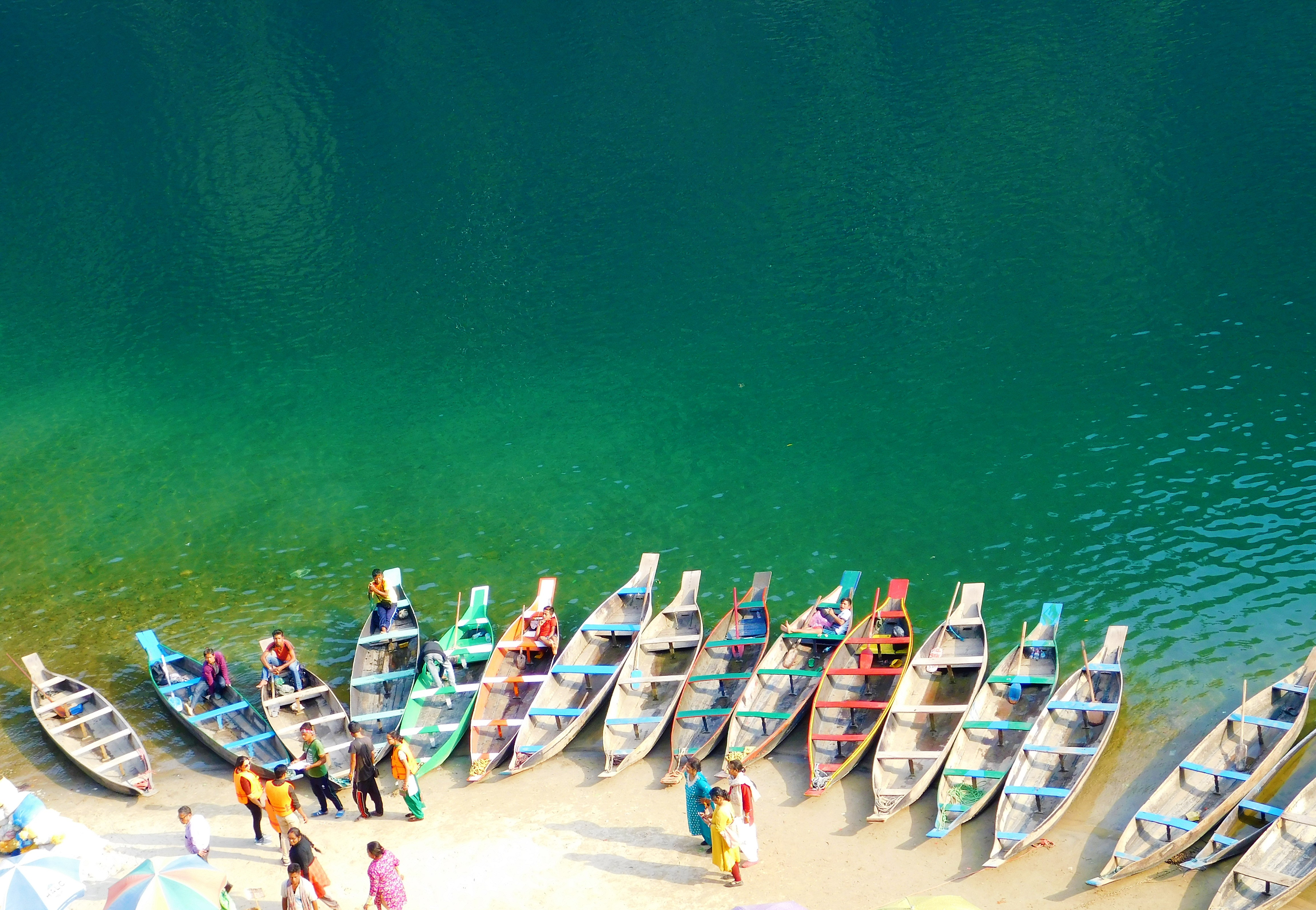
Dawki em Meghalaya
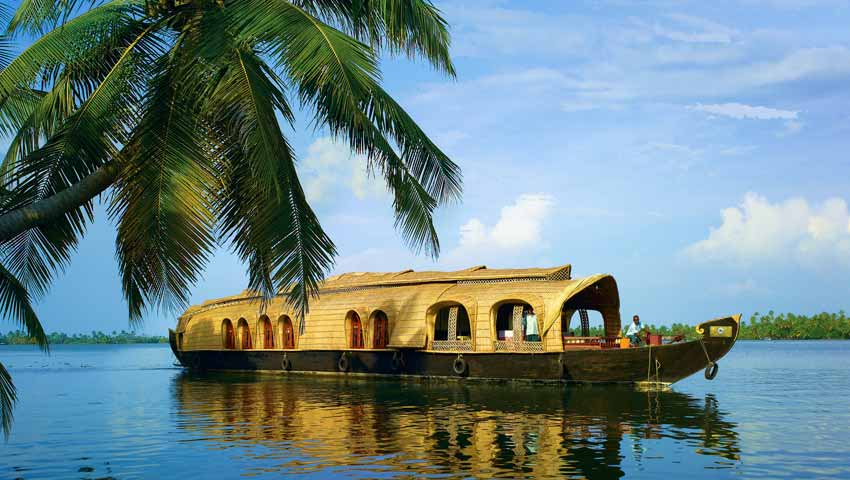
Casa flutuante nas marés em Querala
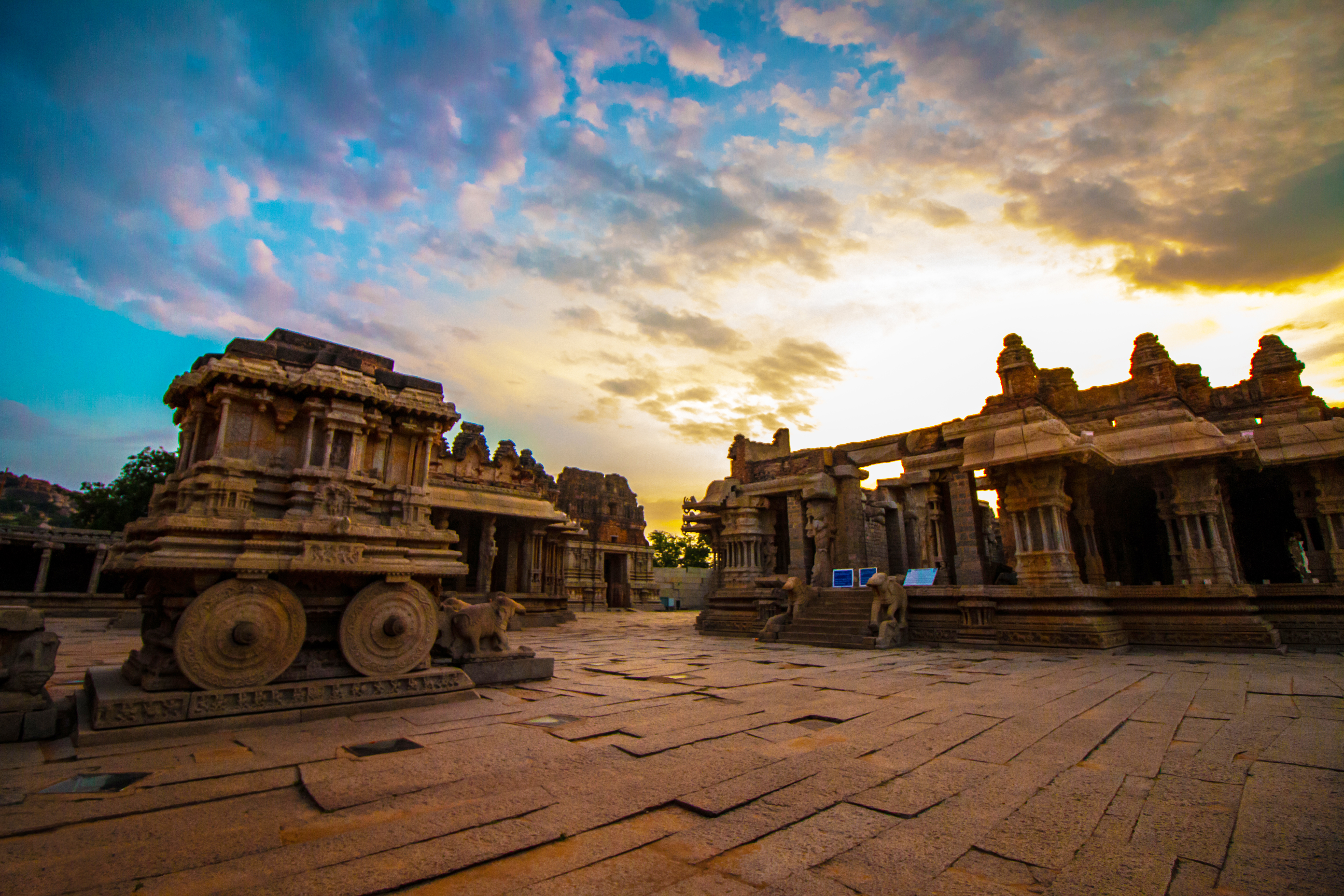
Carruagem de pedra em Hampi
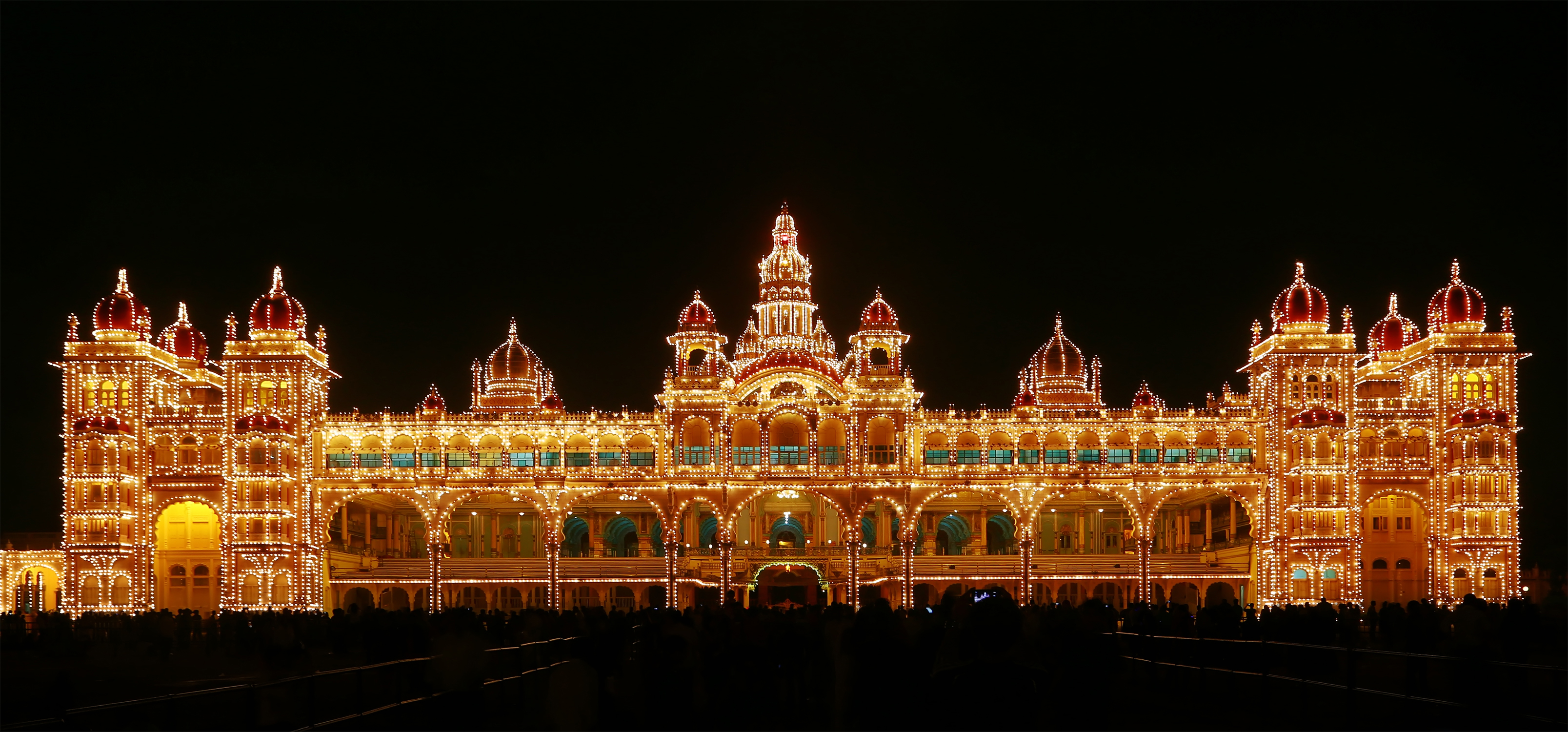
Palácio de Maiçor iluminado
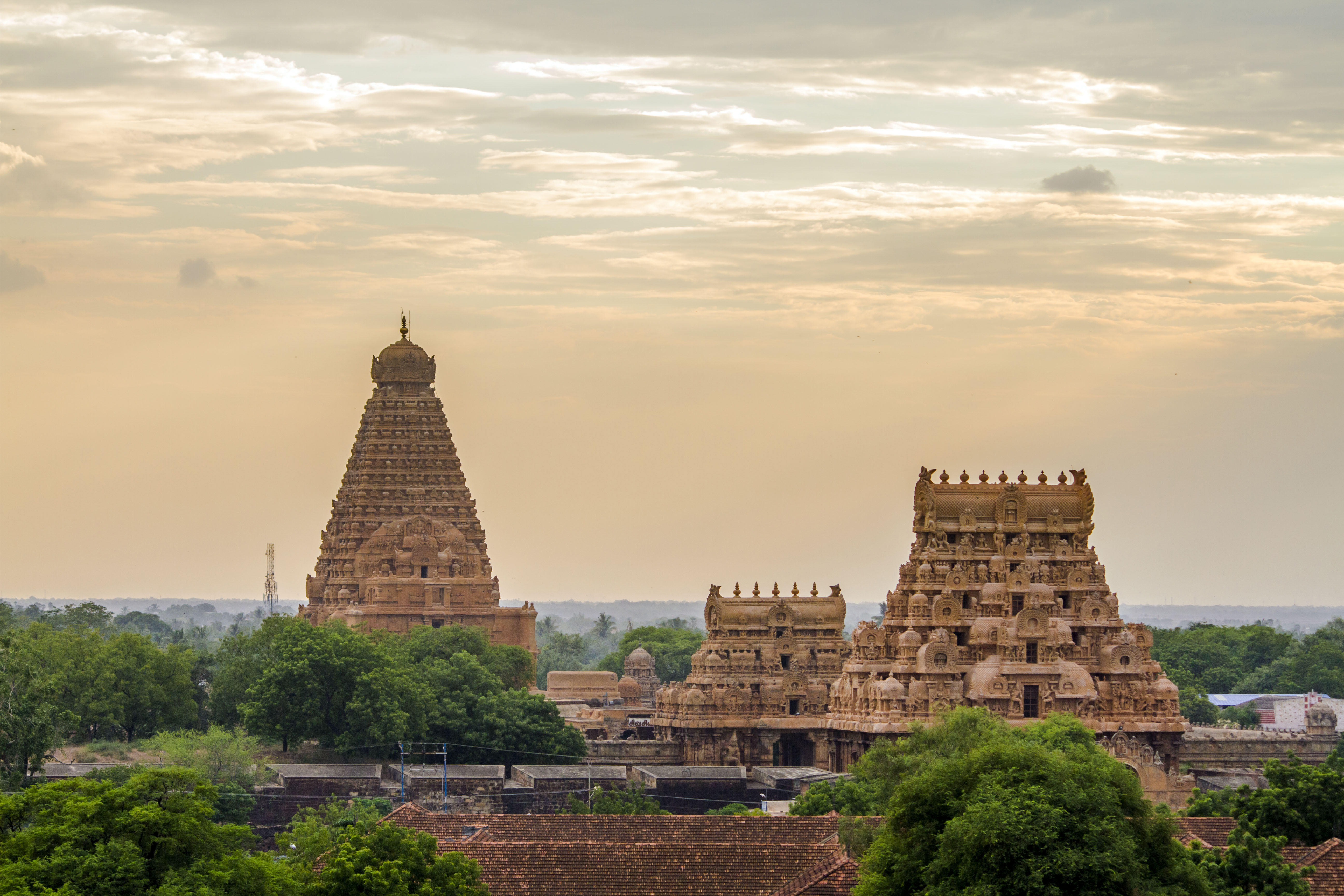
Templo de Brihadisvara em Thanjavur
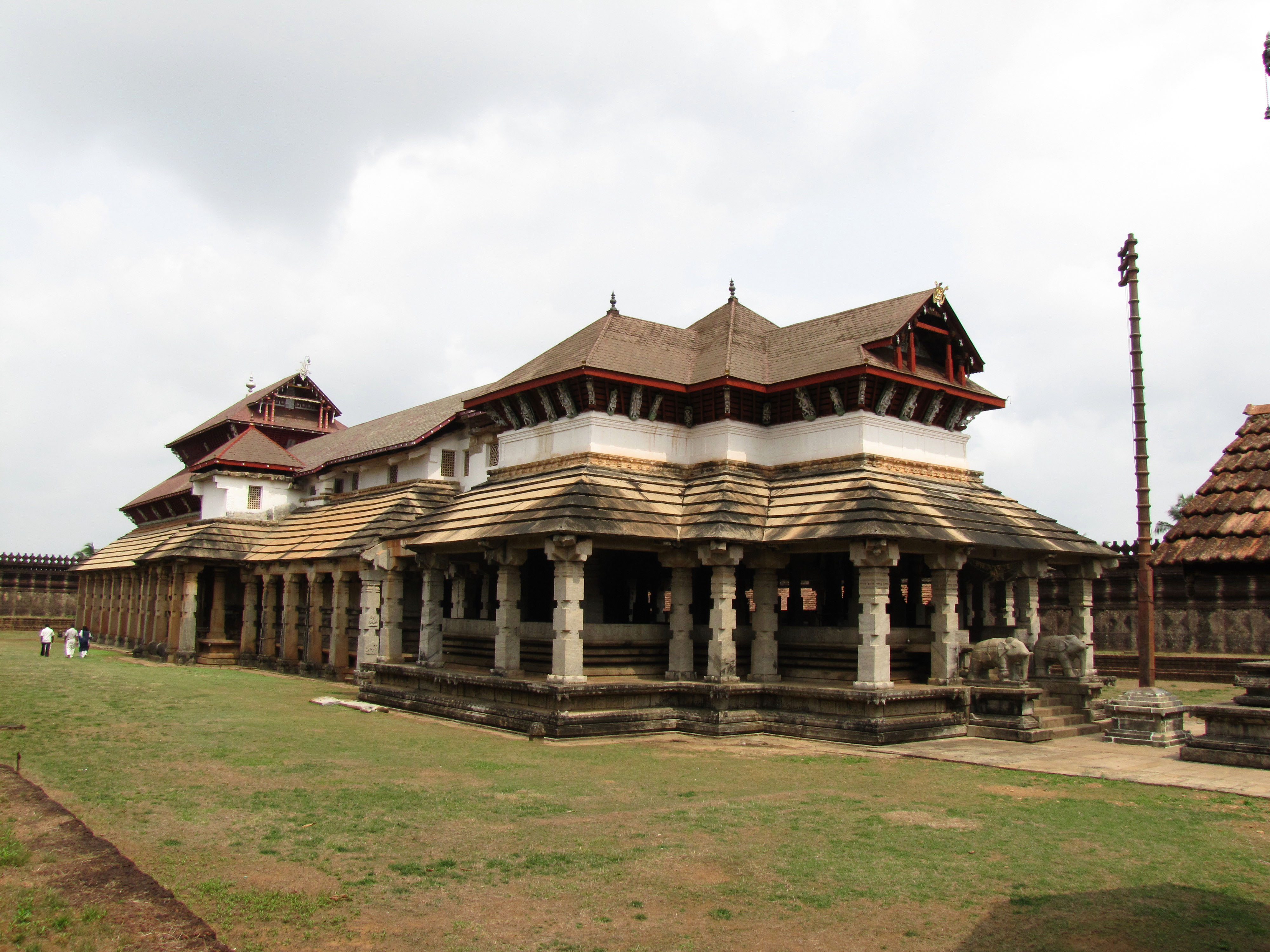
Templo de Saavira Kambada Basadi em Mudbidri
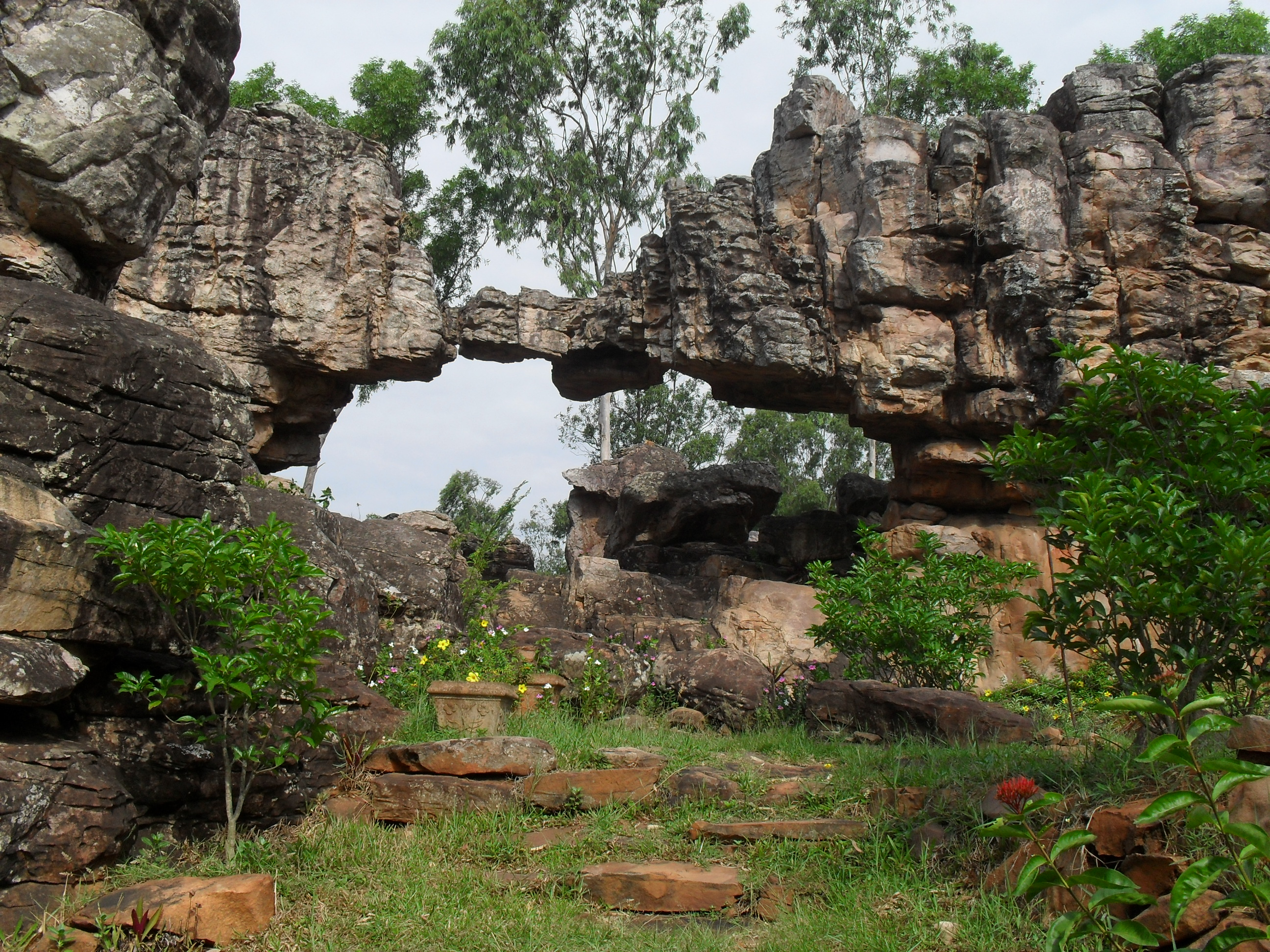
Arco Natural e Colinas de Tirumala em Andhra Pradexe